# Culturas agroalfareras en la Argentina
Las culturas agroalfareras en el territorio de la actual Argentina fueron un conjunto de formas locales de las civilizaciones originarias de América establecidas en el territorio que actualmente pertenece a la República Argentina, diferenciadas de las poblaciones de cultura inferior por el sedentarismo y por el desarrollo de la agricultura y la alfarería.
A la llegada de los conquistadores españoles, en el siglo XVI, la mayoría de la superficie de la actual Argentina estaba habitada por pueblos cazadores-recolectores. Pero existían también amplias zonas habitadas por sociedades de agricultores, que formaban la mayor parte de la población.
Estos pueblos de cultura neolítica habían comenzado a instalarse en la actual Argentina durante el primer milenio a. C., y en la época de la conquista habían alcanzado su máximo desarrollo autónomo, que se vería truncado por la invasión europea, con sus secuelas de transculturación, cambios en los modelos productivos y despoblación.

## Paleolítico y neolítico en el actual territorio argentino
Los restos que testimonian ocupación humana más antigua datados hasta la actualidad en el actual territorio argentino corresponden a yacimientos ubicados en la Patagonia: los sitios de Los Toldos y de Piedra Museo aportaron restos datados en 12 890 ± 90 años adP y 11 560 años respectivamente. Necesariamente deben haber ocurrido ocupaciones más antiguas más al norte, pero no se han rescatado restos que lo atestigüen.
Incluso la isla de Tierra del Fuego ha aportado el sitio Tres Arroyos, con 11 880 años, aunque dataciones posteriores dieron una fecha algo más moderna, de 10 600 años.
Estos sitios han aportado evidencia de ocupación humana, con muy escasa información sobre sus características culturales y raciales. En cualquier caso, se trataba de poblaciones de un estadio cultural paleolítico, es decir, dedicados a la caza y recolección.
En el siglo XVI, al llegar al actual territorio argentino, los conquistadores españoles lo hallaron en su mayor parte habitado por grupos de cazadores recolectores, con muy baja densidad de población. Pero existían también, en el noroeste, el oeste, el centro y el noreste del país, amplias regiones habitadas por agricultores, que representaban numéricamente la mayor parte de la población del territorio.
La agricultura se desarrolló en América del Norte, al parecer independientemente de su desarrollo anterior en Asia, y se expandió tempranamente hacia América del Sur. Los pimientos, habas, zapallos y el maíz se desarrollaron primeramente en el sur de Norteamérica antes de pasar a Sudamérica; mientras que el cultivo del algodón –un curioso caso de desarrollo paralelo con el algodón asiático–, la papa y la mandioca se desarrollaron primeramente en Sudamérica. Otro caso problemático es la batata, que se desarrolló tanto en América del Sur como en la Polinesia; esta y algunas otras coincidencias han hecho pensar en contactos a través del Océano Pacífico, que habría permitido el traspaso de tecnologías y especies vegetales.
En el extremo, algunos autores han llegado a afirmar la existencia de migraciones transoceánicas de grandes proporciones, que habrían dado origen a las civilizaciones agricultoras de América.
El otro componente que define una cultura neolítica es la alfarería; esta se desarrolló en América del Norte varios milenios antes del desarrollo de la agricultura, aunque algunos autores han insistido que también la alfarería habría sido importada a través de contactos transoceánicos. La alfarería ingresó a América del Sur coincidentemente con esta, ya que la cerámica no puede ser desarrollada ni conservada sino por pueblos sedentarios.
Existieron en la actual Argentina algunas poblaciones no agrícolas que desarrollaron alfarería, especialmente en la región chaqueña y en la llanura pampeana,
pero en casi todos los casos, se trata de poblaciones sedentarias de pescadores.
Los pueblos de cultura agroalfarera en el territorio actualmente argentino en la época de la conquista eran: los apatamas de la Puna; los omaguacas y los ocloyas de la actual provincia de Jujuy; los diaguitas, que se extendían desde el oeste de la provincia de Salta hasta el centro de la de La Rioja; los capayanes, al sur de los anteriores; los huarpes, en las provincias de Cuyo; los tonocotés en el centro de Santiago del Estero; los sanavirones, al sur de los anteriores; los comechingones, a ambos lados de las sierras de Córdoba; los guaraníes, en las costas del río Paraná desde la actual Misiones hasta el sur de Corrientes, con grupos aislados ubicados mucho más al sur, en el delta del Paraná; y varios grupos parcialmente aculturados por los guaraníes en las márgenes del Paraná, de los cuales el más conocido es el de los timbúes.
La casi totalidad de los pueblos agricultores fueron rápidamente sometidos a la dependencia política, económica, social y cultural de los conquistadores, y ya desde fines del siglo XVI, el desarrollo de las poblaciones indígenas agricultoras estuvo ligado a la historia económica y política de la sociedad colonial. Los conquistadores españoles dependían económicamente de la mano de obra indígena para la provisión de alimentos. Las regiones donde la población indígena no había desarrollado la agricultura quedaron casi completamente despobladas de europeos, con excepción de una cadena discontinua de puertos que abastecían a las zonas que contaban con mano de obra indígena. Por su parte, los escasos grupos de indígenas agricultores que lograron mantenerse libres de la dependencia de los blancos fueron vencidos y sometidos a mediados del siglo XVII.
Desde entonces, solo unos pocos grupos de mapuches y ava guaraníes desarrollaron una agricultura marginal en el extremo noreste y el sudoeste del territorio; estos dos grupos, por otro lado, se establecieron en el actual territorio argentino con posterioridad al comienzo de la conquista española.

### Migraciones e influencia cultural
Racialmente, la población de la actual Argentina presentaba una gran variedad: de acuerdo a los distintos autores, existían en su territorio entre cuatro y siete razas o tipos raciales. Todos los pueblos de las culturas superiores pertenecían al grupo andino, caracterizado por su baja estatura, gran desarrollo del torso respecto a las extremidades y cráneo braquicéfalo. Los guaraníes pertenecían a un segundo grupo, los amazónidos, con estaturas medias, equilibradas proporciones entre el torso y los miembros, y cráneos braquicéfalos; un tercer grupo, los patagónidos o pámpidos caracterizados por sus elevadas estaturas, poblaban las llanuras del Chaco y la Pampa, y la Patagonia. En el extremo este y el extremo sur del país habitaban pueblos de los tipos raciales láguidos y fuéguidos, de baja estatura y complexión pequeña. Al sur y al este de los pueblos andinos, en Cuyo, Córdoba y Tucumán, estaban los huárpidos, grupo formado por los huarpes, los comechingones y los lule-vilelas, grupos con características intermedias entre los pueblos andinos y pampeanos. Los dos primeros presentaban algunas particularidades: los huarpes eran delgados y muy altos, mientras que los comechingones eran uno de los pocos pueblos americanos cuyos varones presentaban barba.
La historia de las migraciones humanas en el Cono Sur resulta compleja de evaluar, dado que se han analizado un escaso número de restos óseos, insuficientes para clasificar los tipos raciales sin caer dentro de la variabilidad propia de cada uno.
En cambio, se pueden evaluar con mayor certeza los testimonios de los primeros colonizadores españoles, que –aunque no estaban preocupados por criterios científicos– anotaron distintas características de la población.
En cambio, las influencias culturales son más fáciles de rastrear: además de los testimonios de los cronistas de la Conquista, los estilos cerámicos y pictóricos, las técnicas de trabajo de la piedra, la ubicación y forma de las viviendas, los cultivos, las técnicas textiles y otros elementos tecnológicos son fácilmente identificables en cada traslado de una ubicación a otra. De todos modos, la aparición en una región de características culturales importadas desde otra vecina o distante no demuestra necesariamente traslado de poblaciones completas, sino solamente una adopción de las técnicas. Simétricamente, muchas veces los grupos humanos que se trasladaban de un lugar a otro con características ecológicas distintas adquirían rápidamente técnicas y estrategias que habían probado ser exitosas en el lugar de arribada.
Por otro lado, en muchas ocasiones eran solamente los guerreros quienes invadían territorio de otra comunidad, destruían a sus dirigentes y defensores y se apoderaban de las mujeres, niños y hombres no guerreros. De este modo se generaba una nueva sociedad mixta, con algunas características propias de los invasores y otras de los invadidos. En general, la lengua de los invasores se imponía sobre la de los invadidos.

## Período formativo
El período formativo de las culturas de la región andina y sus inmediaciones en la Argentina corresponde aproximadamente al llamado Horizonte Temprano del conjunto de las civilizaciones andinas. Se extiende desde la aparición de los primeros indicios de agricultura hasta comienzos del primer milenio.

### Ansilta
El primer pueblo que practicó la agricultura en la actual Argentina fue el que desarrolló la cultura de Ansilta, en el pedemonte de la cordillera de los Andes en Cuyo. Esta se originó a raíz de la llegada de un pueblo inmigrado desde el norte grande de Chile –a donde quizá hubieran arribado poco antes desde la costa del Perú– que se estableció hacia el año 2000 a. C. en las cuencas superiores de los ríos Jáchal, San Juan y Mendoza. Tras desplazar a la llamada cultura de Los Morrillos –formada por cazadores nómades–
desarrollaron una estrategia de subsistencia basada en la caza junto a las escasas corrientes de agua, donde los animales se veían obligados a proveerse de agua. Establecidos en refugios rocosos típicos de pueblos cazadores, la concentración de los recursos de caza les permitió asentarse de forma permanente en lugares precisos, lo que a su vez les permitió desarrollar la agricultura.
Las pruebas más antiguas del desarrollo de la agricultura datan del siglo IX a. C.; todavía no se ha establecido si la agricultura ya se había desarrollado sin dejar rastros identificables hasta el presente, o fue llevada por una segunda oleada inmigratoria. En todo caso, las demás características propias de la cultura de Ansilta permanecieron muy estables hasta el comienzo de nuestra era; y la propia agricultura no logró superar un nivel de desarrollo mínimo, que resultaba marginal como aporte a la dieta de las poblaciones. En un principio cultivaban quinoa, zapallo y porotos, a los que siglos más tarde le sumaron el maíz. A lo largo del primer milenio a. C. también incorporaron la alfarería y el tejido; la primera era de un estilo rudimentario, de paredes gruesas, color uniformemente rojo y escasamente decorada. No tejían en telar, sino con bastidores simples, entrecruzando los hilos a mano.
La cultura de Ansilta se desarrolló desde el 1800 a. C. hasta 500 d. C.
Hacia el año 50 de nuestra era, el pueblo de la cultura de Ansilta comenzó a ser desplazado por un pueblo eminentemente agroalfarero, llamado de la cultura Punta del Barro, que se desarrolló plenamente entre los años 320 y 580. Se desconoce qué ocurrió con la población de la gente de Ansilta: si fueron expulsados hacia el llano al este y sudeste, con lo que serían parte fundamental en la formación del pueblo histórico de los huarpes, o bien absorbidos por los recién llegados –posiblemente mucho más numerosos–.

### Periferia de la Puna
Otra región donde se establecieron comunidades que conocían al menos las formas primitivas de la agricultura fue la Puna, más precisamente cuevas y aleros ubicados sobre sus bordes oriental y meridional. Las razones para la elección de estos sitios parecen ser las limitaciones ecológicas de la Puna propiamente para la agricultura, como el hecho de que esos lugares servían de paso hacia tierras más bajas y calientes.
Entre los lugares tempranamente habitados se encuentran Inca Cueva I y Huachichocana, ubicadas sobre quebradas laterales que se abren a la Quebrada de Humahuaca, y algunos refugios al norte de La Poma, en el extremo norte de los valles Calchaquíes. En estas cuevas habitadas desde 2000 o 1500 años a. C. se han encontrado escasos restos vegetales –porotos y calabazas– que podrían haber sido cultivados allí mismo o traídos desde otras regiones; también existen restos de auquénidos, que pueden haber sido presas de caza o bien cabezas de ganado.
Los arqueólogos suelen considerar que la llama –una especie que no existe en estado silvestre y que parece surgida por efecto de la selección para crianza– ingresó a territorio argentino como especie ganadera en esa época. No obstante, investigaciones de fines del siglo XX en el norte de Chile observan que también podría haberse generado como especie doméstica de forma independiente en la región puneña. Adicionalmente, en algunos sitios también se han hallado restos de cuys, presumiblemente domésticos.
En el sitio de Inca Cueva, en las capas más antiguas de ocupación, se encontraron tres cuerpos femeninos momificados por desecación, vestidas con una notablemente desarrollada urdiembre textil, de unos 5260 ± 50 años de antigüedad. Esos restos no están acompañados de cerámica ni restos de vegetales cultivados. Lo que resulta llamativo es que los cráneos no responden a un tipo racial andino sino más antiguo, quizá láguido –propio de las tribus más primitivas del sur de la Amazonia–. Esto demostraría que las comunidades instaladas posteriormente, de tipo racial andino, desplazaron a poblaciones más antiguas a lo largo del tercer o segundo milenio a. C.

### Cultura San Francisco
En la cuenca del río San Francisco (Jujuy) se desarrolló desde mediados del último milenio antes de nuestra era el complejo agroalfarero San Francisco, a veces mencionado como cultura San Francisco. Ocuparon primeramente el norte del amplio valle, desplazándose gradualmente hacia el oeste –las tierras altas al este de la quebrada de Humahuaca– y el sudoeste –la zona de Perico y Palpalá–.
Se trató de poblaciones dedicadas a la caza, pesca y recolección, en un ambiente especialmente generoso en la provisión de alimentos –aunque algo más seco y menos selvático que en la actualidad–, que les permitió establecerse en sitios fijos. Allí desarrollaron una agricultura incipiente, sin mayores ambiciones que el complemento de las fuentes de alimentación. En cambio, tenían una cerámica muy desarrollada, evidentemente trasladada desde localizaciones más al norte, posiblemente desde territorios hoy correspondientes a la actual Bolivia.
La calidad de la cerámica fue perdiendo calidad a medida que este pueblo ocupó nuevas ubicaciones al oeste y sudoeste.
Su cronología permanece muy discutida, con fechas muy tempranas para el primer poblamiento, en ocasiones tan antiguas como el 1500 a. C., aunque la mayor parte de los restos encontrados son de alrededor del I siglo d. C. Las influencias culturales y la sucesión cronológica de esta cultura no están suficientemente estudiadas.

## Período agroalfarero temprano
El período agroalfarero temprano corresponde, aproximadamente, al Intermedio Temprano de las civilizaciones andinas. La diferencia de terminología se debe al retraso de las culturas del sur en los avances culturales y tecnológicos respecto de los Andes centrales. Se extiende aproximadamente entre los siglos I y VIII.

### La civilización andina temprana
El período formativo de la civilización andina
ya llevaba al menos quince siglos de desarrollo en el Perú cuando se estableció firmemente en la actual Argentina.
A mediados del III siglo a. C.
se establecieron simultáneamente varias aldeas en distintas localidades de la región andina: algunas ubicaciones de la Puna; los valles calchaquíes; el valle de Tafí y otros valles que se asoman a las regiones cálidas desde la Puna y los valles calchaquíes; el valle de Hualfín y otras regiones del oeste catamarqueño. En todos estos lugares se han fechado poblados dispersos de casas de piedra circulares o elípticos, ubicados en las cercanías de pequeñas corrientes de agua y mesetas donde se podían desarrollar cultivos con agua de riego proveniente de estos arroyos. Disponían de cerámica, criaban llamas y cultivaban legumbres, calabazas, papas y maíz.
Se trataba de pueblos llegados desde el actual territorio boliviano en busca de nuevos lugares donde asentarse.
Continuaron recibiendo aportes culturales desde el norte, además de desarrollar varios avances tecnológicos y artísticos locales. La cultura que desarrollaron recibe distintos nombres de acuerdo a la zona y a la técnica alfarera predominante, pero el nombre más conocido para el conjunto es el de cultura Condorhuasi. Comenzó a desarrollarse a partir del siglo IV a. C. y alcanzó su máximo desarrollo poco antes de desaparecer en el siglo VII d. C.
A partir de principios de nuestra era, estos pueblos alcanzaron nuevos niveles en tecnología, comenzaron a utilizar el cultivo en terrazas escalonadas o andenes,
y se instalaron gran cantidad de nuevos poblados, con poblaciones mucho más numerosas, alcanzando algunas de ellas cerca de mil habitantes. Algunos de estos incorporaban nuevas formas arquitectónicas, como las casas rectangulares –en muchos casos, semienterradas– y las calles para circular entre hileras de casas.
Arqueológicamente, el período de tiempo de la cultura Condorhuasi suele ser dividido por su estilo cerámico en las fases «Diablo» (200 a. C.-200 d. C.), caracterizado por una cerámica formada por vasijas globulares y de cuello cilíndrico, de fondo redondeado y sin asas, predominantemente de color rojizo, amarillento o negruzco. La segunda fase, «Barrancas» (200-350 d. C.), presenta vasos antropomorfos, zoomorfos y zooantropomorfos frecuentemente pintados con diseños geométricos blancos. La fase final, llamada «Alumbrera» (350-500 d. C.), se caracteriza por los vasos modelados, con combinación de colores sobre una pintura roja en grandes recipientes de ovoidales.
Dentro del complejo cultural Condorhuasi se encuentran varias fases o variantes culturales. Entre las más tempranas se cuenta la cultura Tafí, cuyo centro estaba en el valle de Tafí. Por su ubicación, es muy probable que complementaran su alimentación con los frutos de la caza, obtenida en la selva tucumana, a la que tenían acceso inmediato; su característica más llamativa es la presencia de gran cantidad de monolitos de hasta 3 m de altura, denominados menhires, algunos de ellos decorados con motivos en bajorrelieve.
Otra fase cultural muy temprana –anterior al comienzo de nuestra era– es la cultura Vaquerías, en el valle de Lerma, en que se notan influencias de la cultura de San Francisco, caracterizada por jarros semicilíndricos y recipientes modelados que representan figuras o cabezas humanas pintadas con motivos geométricos, generalmente líneas en zigzag. Su cerámica es polícroma, y se han encontrado restos de piezas de este estilo en sitios tan lejanos como el oeste catamarqueño, la Puna y los valles Calchaquíes; probablemente hayan llegado hasta esos destinos por medio del comercio.
Poco más tardía es la cultura de la Ciénaga, con epicentro en el valle de Hualfín, en Catamarca, pero que se extendía por numerosos enclaves junto a ríos, en la zona semidesértica desde los valles Calchaquíes hasta el norte de la provincia de San Juan. Trabajaban la piedra con maestría, produciendo grandes morteros con figuras esculpidas, vasos decorados e incluso esculturas de animales sin otro uso que el decorativo o ceremonial. Fueron los primeros pueblos argentinos en trabajar el cobre –y en menos medida el oro y la plata– con los que elaboraron pulseras, vinchas, pinzas depilatorias, pectorales y colgantes.
Una fase especialmente llamativa del complejo agroalfarero temprano es la llamada cultura Alamito, que se desarrolló entre el 400 a. C. y el 650 d. C., en las proximidades de Aconquija, en la provincia de Catamarca. Su cerámica era más tosca que la de los sitios Condorhuasi típicos,
pero lo que la hace especialmente llamativa es el arte en piedra, en que desarrollaron los «suplicantes», figuras humanas extremadamente estilizadas, sin relación con ninguna otro arte de América, que recuerdan a la escultura no figurativa o al cubismo del siglo XX.

### Periferia de las sociedades andinas

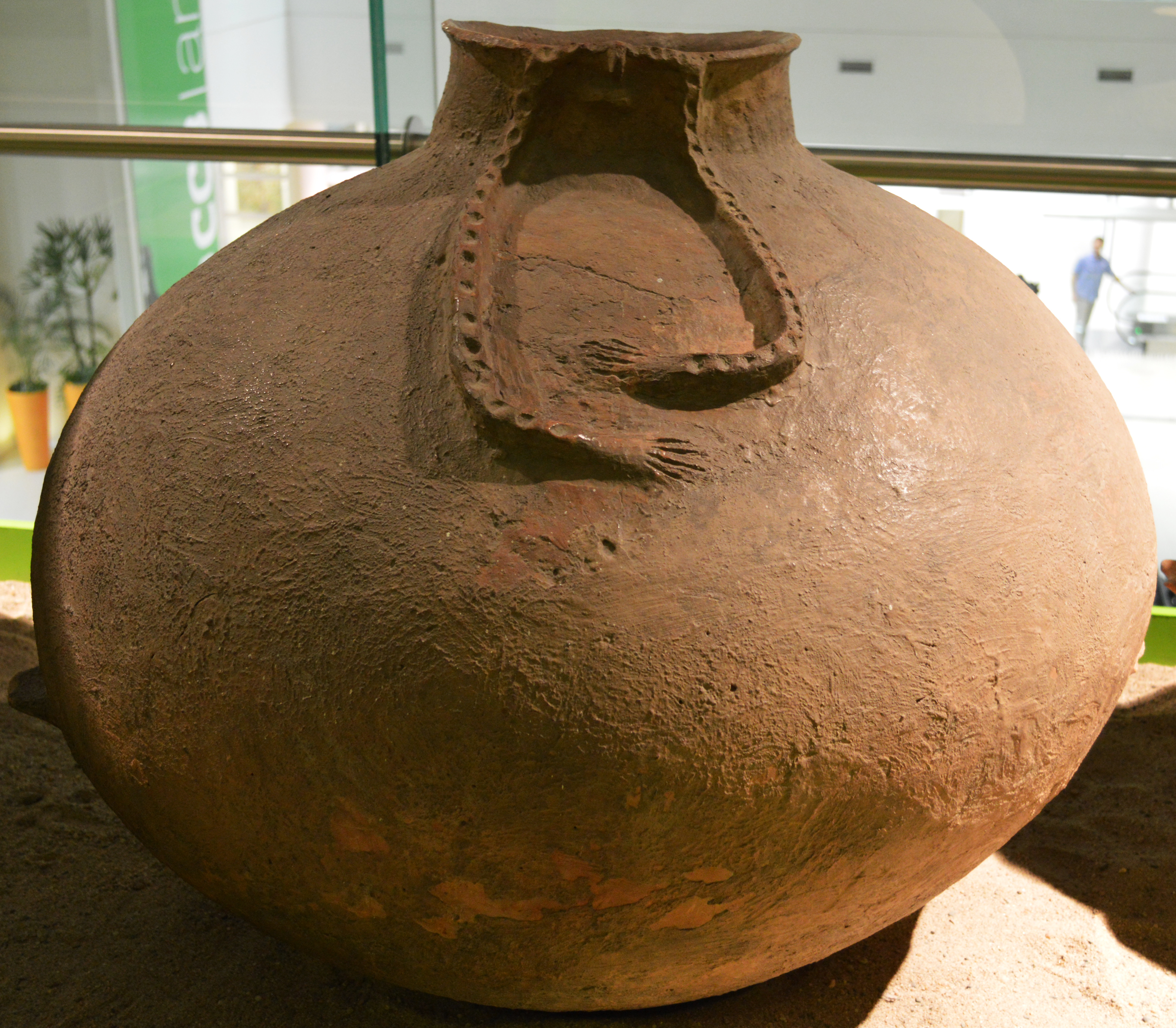
Urna de la cultura Las Mercedes. Museo Wagner, Santiago del Estero.

La cultura Las Mercedes parece haberse formado a partir de cazadores-recolectores y pescadores que se establecieron a orillas de los ríos Dulce y Salado, en la actual provincia de Santiago del Estero, donde la gran variedad de recursos les permitió formar asentamientos permanentes. Durante los dos últimos siglos antes de nuestra era habrían recibido aportes de poblaciones provenientes de las regiones andinas –numéricamente inferiores, pero con gran influencia cultural– lo que les facilitó el desarrollo de la agricultura y la alfarería. Las técnicas y el estilo de la cerámica, en particular, aparecieron súbitamente.
Este pueblo desarrolló una agricultura que no formaba la base de su dieta, sino que la complementaba. Dado que en la región escasea la piedra, las viviendas eran de materiales perecederos. Sí disponían de suficiente piedra –trasladada desde las cercanas sierras de Choya, Guasayán y Ambargasta– para hacer con ese material hachas, puntas de flechas y cuchillos. Su cerámica, con decoración antropomorfa o zoomorfa, o pintada con líneas rectas, abunda en todos los yacimientos.
A mediados del siglo XX se descubrió un desarrollo regional –sin pruebas de que hayan conocido la agricultura– a lo largo del río Bermejo superior, que incluye formas simples de cerámica, utilizada para varios usos simultáneos, entre ellos entierros secundarios: los muertos eran enterrados en lugares provisorios para que la carne se descompusiera, y luego el esqueleto era enterrado en urnas. Estos entierros secundarios en urnas habrían pasado a la cultura de San Francisco en sus últimas fases, y también a la cultura de Las Mercedes. De esta cultura, a mediados del primer milenio d. C., esta costumbre habría pasado a las culturas andinas, aunque estas solo realizaban entierros secundarios de niños, nunca de adultos, al menos hasta el segundo milenio d. C.
Relacionada con las culturas de Vaquerías y con los pueblos de la cultura de Las Mercedes, la cultura La Candelaria se estableció en el norte de la provincia de Tucumán y el sur de la de Salta, en una zona que hoy está cubierta por espesas selvas, pero que en el primer siglo de nuestra era tenía una vegetación más rala y espinosa. En cualquier caso, ecológicamente, la zona era mucho más fértil que las regiones típicas de las culturas del complejo Condorhuasi, de modo que no desarrollaron la ganadería de llamas, y el maíz reemplazó por completo a la papa. Los pueblos de La Candelaria desarrollaron una cerámica con menos coloración y más tosca; pero a cambio, se han hallado numerosos vasos escultóricos antropomorfos, de uso ceremonial.
Una característica inusual en esta cultura es la presencia de estatuillas de hombres con barba; dado que esta cultura desapareció sin dejar rastros y que los únicos indígenas barbados que se conocieron en la actual Argentina fueron los comechingones de Córdoba, se ha especulado que los pueblos portadores de esta cultura se habrían desplazado hacia las sierras de Córdoba antes del año 1000.
Si bien La Candelaria y otros subgrupos ubicados en zonas boscosas al pie de los cerros resultan marginales respecto del núcleo de agricultores en ambientes semiáridos, tenían una importancia crucial por el comercio, lo que está demostrado por las vasijas aisladas claramente elaboradas por la gente de La Candelaria que aparecen mezcladas con la cerámica local en toda el área de dispersión del noroeste. La razón es que en esta zona –las yungas, desde el extremo norte de Salta hasta el extremo sur de Catamarca– se recogían los frutos del cebil, que posteriormente eran exportados a todas las comunidades del noroeste para su consumo como alucinógenos o enteógenos.
En el extremo sur de la zona de influencia de las culturas andinas tuvieron lugar algunos desarrollos locales, como la cultura de la Punta del Barro, en el pedemonte andino de San Juan. Fueron las primeras poblaciones en Cuyo que contaron con casas de piedra, y las primeras en utilizar formas primitivas de riego. Su cerámica y sus utensilios de piedra aparecen como primitivos, en comparación con las culturas superiores ubicadas más al norte.

## Período agroalfarero medio
En la segunda mitad del primer milenio d. C., las altas culturas andinas llegaron a un grado de concentración política y desarrollo económico y cultural sin precedentes: la mayor parte de la sierra y costa del Perú estaba unificada por el imperio Huari y el extremo sur de este país y la casi totalidad del altiplano boliviano unificados por el estado Tiahuanaco. Si bien ambos eran uniones laxas más que reinos unificados, llevaban a cabo una activa expansión y concentración del poder político y económico, y colonizaban territorios vecinos a gran escala. La expansión de la gente de Tiahuanaco generó también el desplazamiento de grandes masas de población hacia el sur, mientras que el prestigio de su cultura causó un alto grado de emulación en las poblaciones del extremo norte de la actual Argentina, llegando este proceso gradualmente hasta el extremo sur de las culturas andinas, en la actual provincia de Catamarca.
El período agroalfarero medio en los Andes argentinos y su periferia corresponde, en las regiones centrales de los Andes, al llamado Horizonte Medio; se extiende, aproximadamente, desde el siglo VIII hasta el siglo XIII.

### Señoríos del norte
Por distintas razones, el desarrollo cultural y demográfico fue más marcado en el sur del área de la agricultura andina que en los territorios más cercanos a la influencia de Tiahuanaco. No obstante, también en el norte se produjeron cambios relacionados con las nuevas influencias: junto a las aldeas dispersas que caracterizaban el período anterior, aparecieron ahora algunos pueblos más grandes –que los arqueólogos a veces llaman "ciudades"– de mayor tamaño y una arquitectura más ordenada. Los poblados más importantes se establecieron a orillas de ríos de alguna importancia, cuyo aporte hídrico necesitaban para sostener una población creciente.
La producción agrícola y ganadera aumentó significativamente, no solo en producción total, sino también su productividad, al parecer debido tanto a mejoras en las técnicas productivas como a mejoras genéticas en los cultivos y el ganado. Esto generó excedentes de alimentos, que facilitaron el comercio a gran escala y la estratificación social: si bien no está demostrado que hayan surgido guerreros especializado, sí es evidente la presencia de un grupo social privilegiado que se desentendió de la producción de alimentos e impuso su poder sobre el resto de la población, en parte como jefes políticos, pero más evidentemente aún como ministros del culto religioso. A su vez, la riqueza de estos grupos generó una demanda permitieron la aparición de grupos especializados en la elaboración de objetos suntuarios, lo que causó la aparición de otros grupos que también quedaban fuera del circuito de producción de alimentos: especialistas en metalurgia, alfareros de lujo, comerciantes y quizá tejedores de tejidos finos.
Los centros más conocidos y las ciudades más pobladas de este ámbito cultural fueron Yavi (junto al actual límite con Bolivia), La Isla (en la quebrada de Humahuaca, junto a Tilcara), y Doncellas (al sur de Abra Pampa). Al parecer ejercieron un control intenso sobre las poblaciones vecinas, pero la naturaleza de este control no ha sido aún claramente establecida. Fuera de nuestro país, Atacama ejercía el mismo papel sobre poblaciones fronterizas de la Puna argentina.

### Cultura de la Aguada

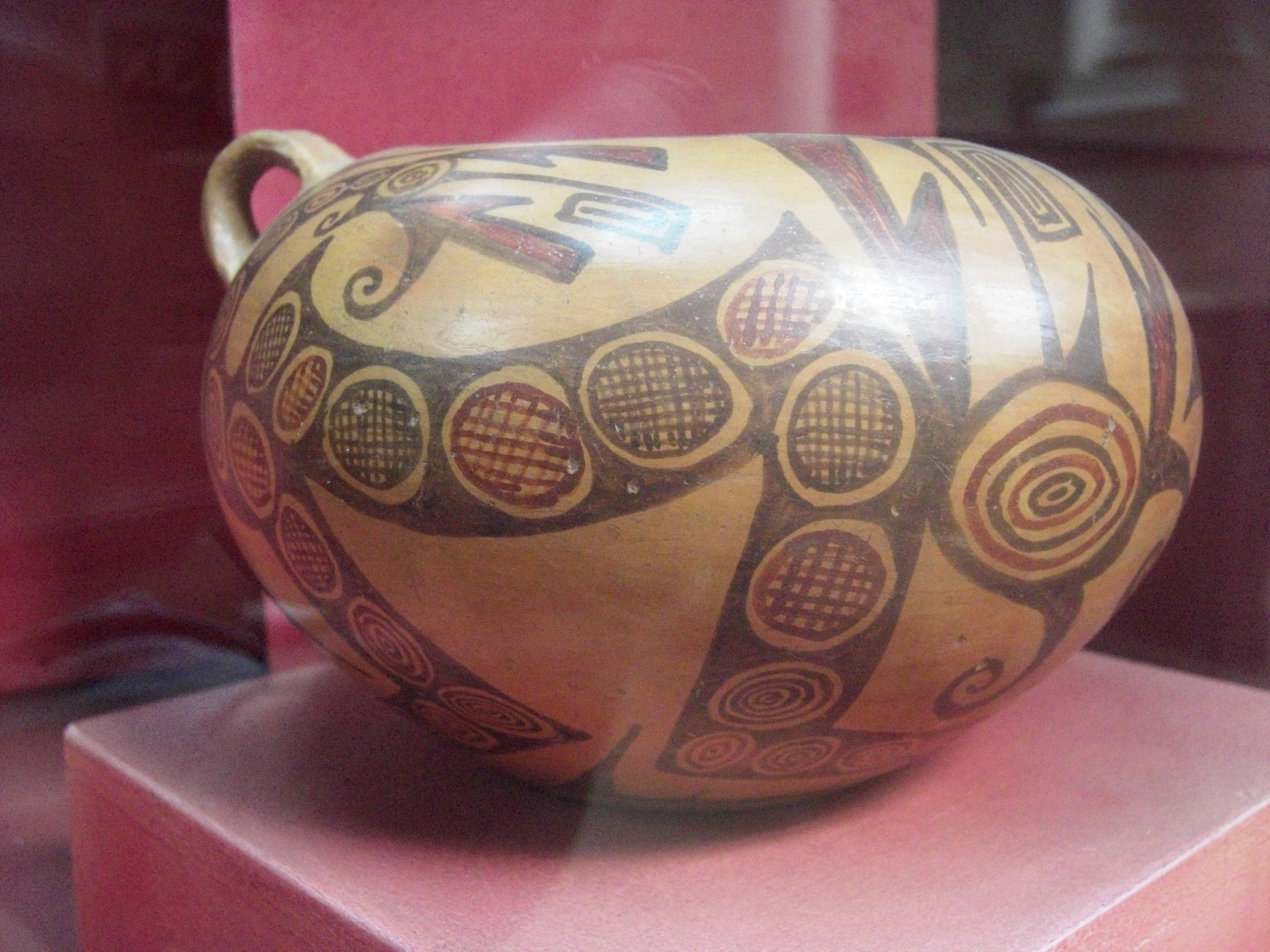
Cerámica de La Aguada.

Al sur de los señoríos jujeños, en los valles Calchaquíes, en toda la provincia de Catamarca, y en algunos sitios de la de La Rioja se formó durante el siglo VII la cultura de la Aguada. No se trató de un estado centralizado, ni siquiera de varios estados, sino de una serie de proto-estados, cada uno de ellos formados por varias aldeas organizadas en torno a una "ciudad".
Esta forma de organización social ha recibido el nombre de "jefaturas" o "señoríos", ya que se considera que se organizaron en torno a un jefe local que recibió su mando por herencia, y que tenía sometido a su poder a su capital más un cierto número de aldeas. No obstante, este punto de vista no ha permanecido inalterado, y posteriormente se consideró que el control sobre una región se ejercía más bien por medio de la organización alrededor de un centro de culto religioso.
El origen de todos estos cambios parece estar relacionado con mejoras genéticas y técnicas en la agricultura y la ganadería, que generaron importantes excedentes alimentarios, que permitieron el establecimiento de castas privilegiadas; casi seguramente grupos de poder militar y político, y con toda seguridad un "clero" dedicado a las actividades religiosas. A su vez, tanto los líderes políticos como los religiosos sostuvieron una artesanía para la producción de objetos de uso ceremonial. Por esa razón apareció en este momento una cerámica mucho más elaborada, como la cerámica de La Aguada, típicamente beige, negra o gris con un acabado pulido, de aspecto metálico. También se generó un circuito de comercio de alucinógenos, como el cebil. Y también de comercio de metales –cobre arseniacal y estaño– que permitió el desarrollo de una metalurgia del bronce, puramente para uso suntuario o ceremonial. Las imágenes representadas en las piezas cerámicas y metálicas repetían los mismos motivos: felinos, probablemente jaguares estilizados o con atributos antropomorfos, guerreros y sacerdotes en actitud de sacrificar animales o víctimas humanas.
La urbanización también sufrió varios cambios: los poblados, anteriormente ubicados en las laderas por encima de los campos sembrados, se trasladaron al fondo plano del valle, junto al río, mientras que los sembrados quedaron en las laderas. Si bien la relación no parece directamente causal, este proceso está ligado a la instauración con carácter hereditario de la estratificación social, que dejaba de lado la antigua igualdad de los miembros de las comunidades.
las casas pasaron a ser casi exclusivamente rectangulares, con paredes de dos capas de piedras, con una capa intermedia de tierra y ripio. Las casas están formadas por una serie de habitaciones que se abren, muchas veces a través de galerías techadas, a un patio central, donde cada conjunto reunía una familia ampliada. Las poblaciones estaban formadas por muchas de estas unidades, conectadas siempre por medio de calles, que conducían hacia las áreas sembradas y las plazas; en algunos sitios aparecieron, por primera vez, escalinatas, generalmente cortas. Todos los poblados tenían también cementerios. En la mayor parte de las poblaciones se construyeron silos o recintos específicamente dedicados al almacenaje de alimentos, principalmente de maíz.

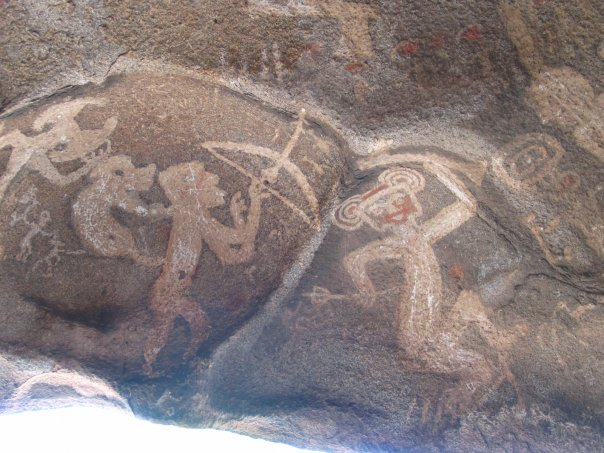
El Danzarín, pintura rupestre de La Candelaria, en Icaño (Catamarca).

Las capitales de cada señorío son fácilmente reconocibles por la abundancia de objetos suntuarios o ceremoniales. En muchas de estas capitales se construyeron montículos de tierra de forma piramidal o troncocónica, elevados artificialmente varios metros por encima del terreno. En la cumbre se encontraría el altar, donde se realizaban ritos que, a juzgar por las imágenes de las cerámicas y por la presencia de huesos de animales y humanos, incluían sacrificios de animales y de humanos. Estas capitales habrían concentrado el culto religioso de los pueblos de la región, con lo cual los habrían sometido –como mínimo– a una dependencia en forma de tributos y donativos.
Entre las capitales más conocidas, se pueden citar La Rinconada y Choya, al este de la sierra de Ambato; Cerro La Aguada y Loma Larga, junto a Londres; Batungasta, cerca de Tinogasta; y Andalhualá, cerca de la actual Santa María.
Asociada a la cultura de Aguada, fuera de la región seca, se encuentran dos cuevas con pinturas rupestres en las cercanías de Icaño (Catamarca), presumiblemente campamentos estacionarios de recolectores de cebil.
A principios del siglo XXI se encontraron varias cuevas más, conocidas como las cuevas de Oyola, también con pinturas rupestres.

### Desarrollos regionales tempranos
En los márgenes orientales de la región andina surgieron variantes de las culturas superiores, conocidos como los "desarrollos regionales". En el valle de Lerma y en el extremo sur de la provincia de Tucumán se establecieron nuevas aldeas en zonas llanas o de colinas. Las poblaciones no alcanzaron el mismo tamaño que en la región de la Quebrada y Puna, y menos aún que los de la cultura de la Aguada. Estos sitios no han sido estudiados en profundidad, y los que han sido excavados han demostrado tener un pobre desarrollo de la cerámica y la urbanización. Parecen haberse relacionado con las culturas andinas a través del comercio, especialmente de alucinógenos. No se ha determinado aún si fueron zonas de colonización marginal de las culturas andinas, o bien restos de culturas anteriores, como los de La Candelaria o Las Mercedes, que se resistían a desaparecer ante el avance de los agresivos lules, que en tal caso se habrían instalado en la región en ese período.

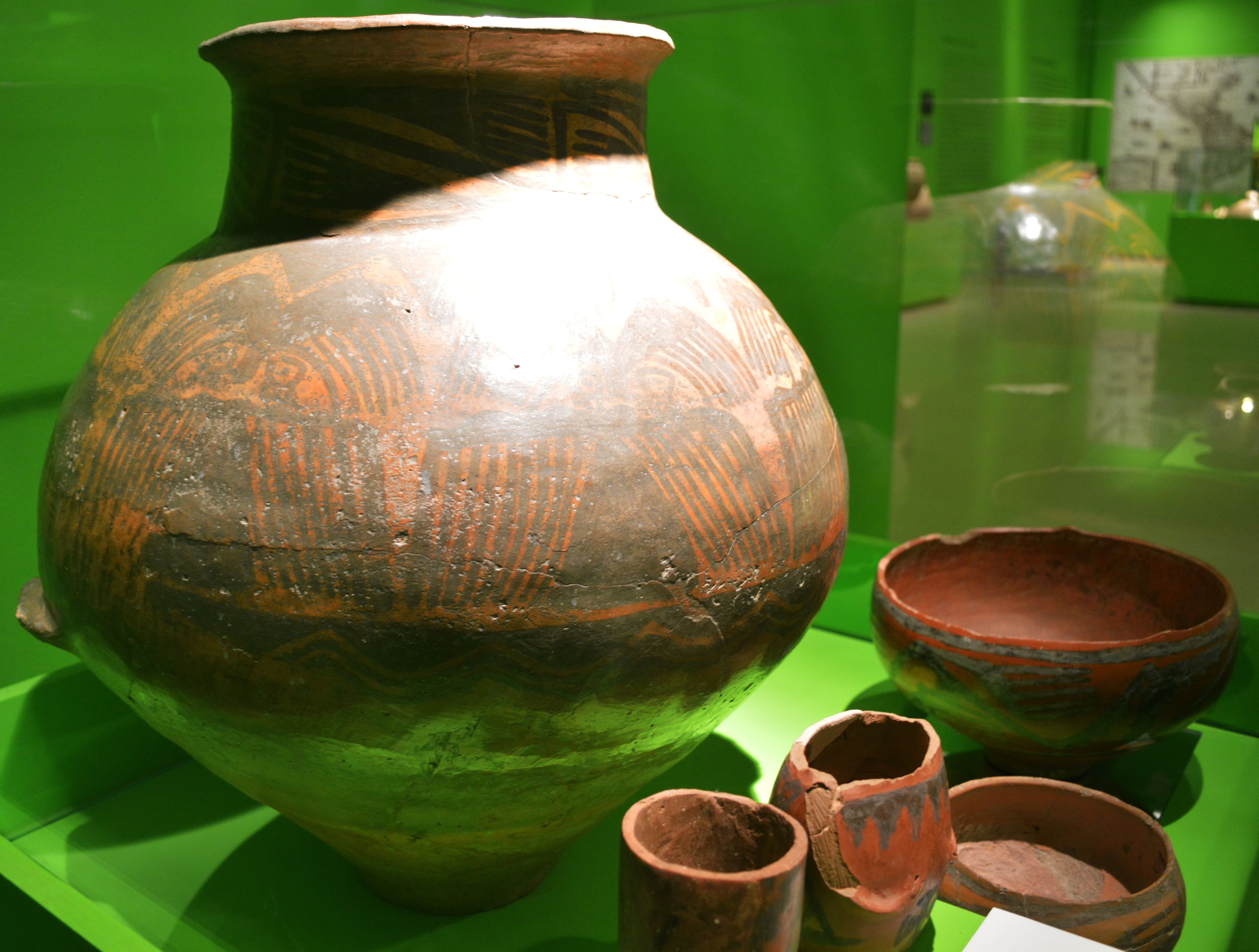
Vasijas de la cultura Sunchituyoc, con decoración negra sobre rojo. Museo Wagner, Santiago del Estero.

Hacia el año 800, las comunidades de la llanura santiagueña sufrieron un cambio profundo, causado por una inmigración masiva de pobladores de origen amazónico: las poblaciones se instalaron a orillas de los dos grandes ríos santiagueños –el Dulce y el Salado– y las casas se construyeron sobre montículos artificiales de tierra, para librarlas de las crecientes de ambos ríos. Los cultivos pasaron a los valles de inundación, formados por varios cauces antiguos de los ríos, paralelos al cauce más nuevo; estos cauces eran periódicamente inundados, y la construcción de terraplenes permitía conservar un tiempo más el agua, para sembrar sobre el agua bajante. El sistema de cultivo –similar al del Antiguo Egipto– era típico de ciertas regiones bajas de la Amazonia, o de las llanuras intertropicales al este de las yungas de Perú y Bolivia.
Estos cambios dieron lugar a la llamada cultura Sunchituyoc, también llamada "fase Las Lomas" por los autores que rechazan una separación neta con la fase siguiente. Junto a estos cambios se introducen otros en la alfarería y las herramientas de piedra, apareciendo nuevos estilos y formas. Inclusive fuera del alcance de los ríos, en las sierra de Choya y Guasayán y en la llanura chaqueña al noreste de la provincia, las poblaciones adoptaron estos nuevos estilos cerámicos y en la industria lítica.
La mestización entre los pueblos originarios de la región, de tipo racial posiblemente andino, con las nuevas poblaciones amazónicas dio lugar a los pueblos que más tarde serían conocidos como tonocotés –que los primeros conquistadores españoles llamaron juríes–
y los sanavirones. Estos últimos aparecieron algunos siglos más tarde, con características propias: una lengua distinta, menor adaptación al medio fluvial, ocupación de las sierras del sur santiagueño y buena parte del norte cordobés.
Una observación geográfica importante es que los yacimientos arqueológicos del norte de la provincia de Santiago del Estero están ubicados entre 30 y 70 km al este del curso actual del río Salado, debido a que en esa época el curso de este río se desviaba hacia el sudeste a la altura del límite con la provincia de Salta, dirigiéndose hacia la zona de Campo Gallo, para después girar en dirección sudoeste, adoptando el cauce actual a partir de la localidad de Suncho Corral.
La región de "la Frontera" salteña –Metán, Rosario de Lerma, La Candelaria– y la región norte y centro de la provincia de Tucumán quedaron vacías de poblaciones urbanas. Esto puede debido a la incapacidad de sus ocupantes originales para adaptarse al avance de la selva cerrada donde antes había bosques espinosos, o bien al ingreso de pueblos cazadores agresivos.
No obstante, los cronistas suelen identificar a los habitantes de la región de la Frontera en el siglo XVI como territorio de los tonocotés,
aunque los restos arqueológicos no respaldan estas afirmaciones. Sí, en cambio, eran tonocotés los habitantes de la llanura chaqueña inmediatamente al este del río Salado superior, donde fue fundada la primera ciudad de Esteco en 1567; a principios del siglo XVII, esa ciudad fue trasladada a la Frontera debido al ataque de indígenas tobas y mataguayos, por lo que probablemente esas poblaciones indígenas también se instalaron en la nueva ubicación.
Al sur de la zona de influencia de la cultura de la Aguada surgieron dos desarrollos regionales independientes: al pie de los Andes de Cuyo se desarrolló la cultura Calingasta, directamente relacionada con los pueblos de la Aguada, aunque sin su desarrollo cerámico ni urbano. La caza continuaba siendo una actividad central, aunque la agricultura bajo riego mejoró sus técnicas.
Se destacaron especialmente por sus técnicas textiles, basadas en un trabajo cuidadoso de la lana.

### Adopción de la agricultura en Cuyo y Córdoba
Más al sur aún, en la segunda mitad del primer milenio, en las cuencas medias de los ríos Mendoza y Tunuyán, en la región llana de Cuyo, los huarpes adoptaron por primera vez la agricultura, sembrando maíz, porotos y zapallos, durante la llamada cultura de Agrelo. No hay consenso en la cuestión de si incorporaron la ganadería, pero sí es seguro que continuaron teniendo una fuerte actividad cazadora y de pesca. Las casas se construyeron de adobe en lugar de piedra, y la cerámica aparece como muy inferior a la de las regiones norteñas; aunque, si bien desconocían la técnica del pulido, intentaron imitarla alisando la superficie de las piezas.
En cambio, la cuenca inferior del río San Juan estuvo poblada por poblaciones marginales del grupo La Aguada.
Algo más tarde que en Ansilta, en el sur de la actual provincia de Mendoza ya en los últimos siglos a. C. se encontraban poblaciones llegadas desde el occidente de los Andes, que conocía la cerámica. En los primeros siglos de nuestra era adoptaron las formas iniciales de la agricultura, incorporando el cultivo del maíz, los zapallos, los porotos y la quinoa. Las semillas se conservaban en cestillos de fibra vegetal o de cuero. Más tarde incorporaron un telar primitivo y las primeras construcciones, muy sencillas, en piedra. Este desarrollo local tuvo una evolución muy lenta, sin que posteriormente hayan desarrollado una cultura comparable a las de los Andes centrales, y lentamente el norte de la provincia de Mendoza superó a las cuencas del sur.
También en las Sierras de Córdoba, las poblaciones huárpidas comenzaron a explotar una agricultura y cerámica elementales en la primera mitad del primer milenio d. C. Incorporaron el maíz, las calabazas y porotos, pero la base de la alimentación seguía siendo la caza y la recolección. Sus técnicas de cultivo mejoraron sensiblemente durante el resto del milenio, sostenidas no por el riego –que desconocían casi por completo– sino por el cultivo simultáneo de predios en varios niveles ecológicos, de forma tal de disminuir los riesgos por tormentas, sequías o heladas. Las poblaciones estables se combinaban con campamentos temporarios, donde se establecían para cultivar, recoger frutos, cazar y reunir piedras para su uso como puntas de flecha, boleadoras y cuchillos.

## Pueblos agrícolas en el litoral fluvial

### Los guaraníes

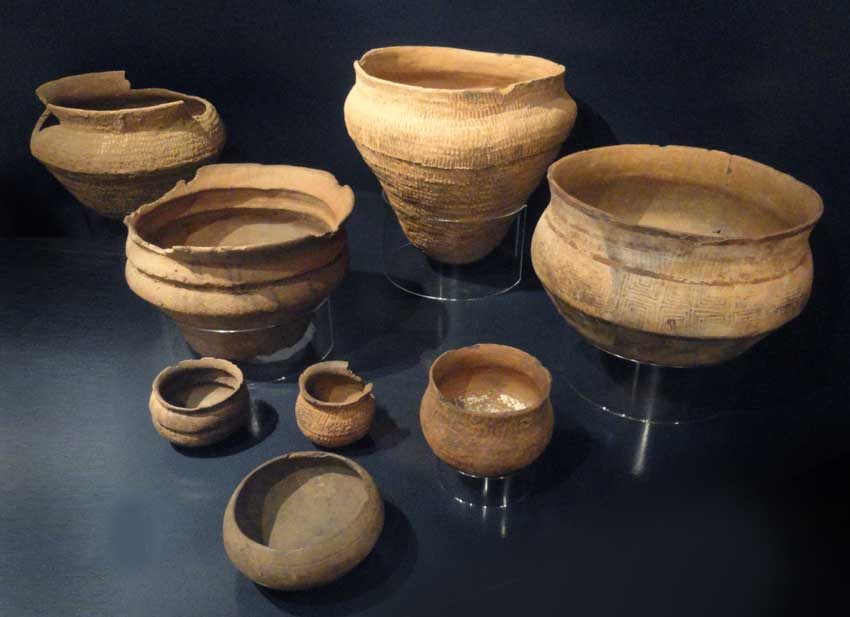
Cerámica tupí-guaraní de Río Grande del Sur.

Los guaraníes eran de tipo racial amazónico, provenían originalmente de la cuenca baja del río Amazonas, y pertenecían al mismo grupo que los tupíes del interior de lo que actualmente es el Brasil, de los que se habían separado pocos siglos antes de nuestra era.
Ingresaron al territorio que actualmente es parte del Paraguay a mediados del primer milenio de nuestra era, y a partir del siglo IX tuvieron sus primeros asentamientos en lo que en nuestros días es territorio argentino, en las costas del río Paraná de la provincia de Misiones y el norte de la provincia de Corrientes, ocupando esas dos subregiones casi por completo en el milenio siguiente.
Sobre la margen derecha del Río Paraná avanzaron hasta el sur de la provincia de Corrientes, y sobre la margen derecha del Río Uruguay lo hicieron hasta el río Guaviraví –al sur del actual Yapeyú– que en el siglo XVI marcaba el límite con los yaros, un pueblo cazador-recolector, quienes ocupaban gran parte del interior de lo que hoy es la Provincia de Corrientes y el norte de Entre Ríos. El eficaz sistema de producción de alimentos de los guaraníes, basado en la tala y roza, les permitía alcanzar densidades de población mucho mayores que las de los dispersos yaros, de modo que para el momento de la conquista española aún los estaban empujando hacia el sur.
En general, la cerámica estaba decorada solamente con incisiones hechas con los dedos o las uñas, sin colores ni figuras adosadas. Enterraban a sus muertos en grandes urnas. Sus herramientas y armas eran generalmente de piedra, excepto en las zonas más alejadas de las mesetas, en que esta era parcialmente reemplazada por huesos. Conocían el arco y la flecha, la macana y las boleadoras.
Un desprendimiento de los guaraníes formaría, ya en el siglo XVI, el pueblo avá guaraní –a quienes los Incas en su idioma, el quichua o quechua insultaban llamándolos "chiriguanos", nombre que fue utilizado por fuentes argentinas y bolivianas hasta fines del siglo XX– por medio de una migración masiva desde el litoral fluvial a las yungas del sur de Bolivia y del norte de la Argentina. Estos grupos migrantes habrían sometido y absorbido a una población anterior, también de origen amazónico, conocido como los chanés. Los relatos de cronistas españoles del tiempo de la Conquista han llevado a muchos autores a pensar que su origen estaría exclusivamente relacionado con una expedición guiada por el portugués Aleixo Garcia en 1522, y algunas otras expediciones posteriores, como la de Ñuflo de Chaves en 1557.
No obstante, probablemente las emigraciones guaraníes hayan comenzado poco tiempo antes –apenas algunas décadas– y continuado después, fuera de la vista de los conquistadores.

### Estrategias de ocupación del espacio

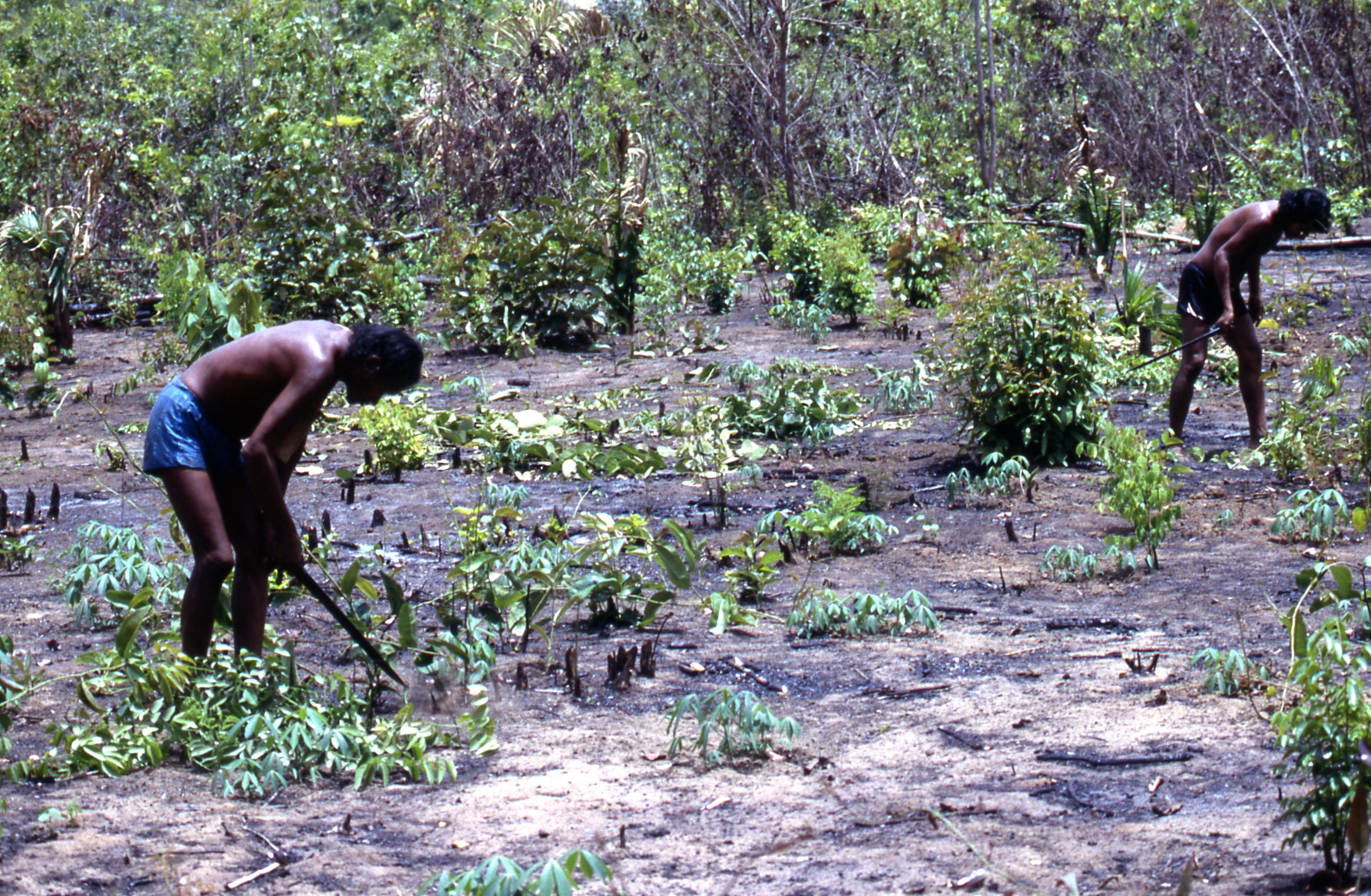
Indígenas terminando de preparar un terreno para su cultivo, después de la tala y roza.

El concepto central del universo espiritual de los guaraníes es la "tierra sin mal",
cuya búsqueda les empujaba a periódicos traslados. Al establecerse en un sitio, cada clan talaba y rozaba la selva, cultivando a continuación la tierra y formando un poblado. Si el lugar estaba mal elegido, «el mal» se presentaba rápidamente, en forma de inundaciones, animales peligrosos, guerreros enemigos, epidemias o malas cosechas, en cuyo caso el clan volvía a mudarse a otro lado, en busca de la "tierra sin mal". Pero, aún si el lugar fuera seguro, «el mal» terminaría por presentarse indefectiblemente con el paso del tiempo, cuando la fértil tierra producto de la roza se agotara.
Una mala cosecha marcaba el momento de volver a mudarse en busca de la "tierra sin mal", en la que se pudiera producir mucha comida indefinidamente. Ese modo de vida los convirtió en un pueblo en continuo crecimiento y expansión.
No obstante, en el actual Paraguay, los guaraníes eran sedentarios: construían grandes casas comunes, que reunidas formaban grandes aldeas.
La más importante de estas aldeas fue la de Lambaré, cuya producción de alimentos sería suficiente para garantizar durante décadas la subsistencia de la ciudad de Asunción, fundada muy cerca de ella.
Los guaraníes cultivaban maíz, mandioca, batata, maní, y varias clases de zapallos y porotos, bases de su alimentación. Cultivaban también el mate con que hacían sus recipientes, el algodón, con el cual hacían sus hamacas y se vestían –aunque la mayor parte del tiempo iban desnudos–
y el urucú con que pintaban sus cuerpos. Donde disponían de ellos –especialmente en la selva misionera– recolectaban también grandes cantidades de piñones de araucarias y frutos de diversas palmeras y del algarrobo; fuera del actual territorio argentino, en Paraguay y el extremo sur del Brasil, recolectaban yerba mate, que consumían como infusión, y que era uno de las principales mercancías con que comerciaban.
No tenían ganado, pero la región que ocupaban era rica en caza y pesca, y practicaban también el canibalismo.
Formaban usualmente clanes de numerosas familias, y habitaban casas de troncos y paja –llamadas oga– densamente agrupadas, o bien construían para una única gran casa rectangular subdividida internamente, la maloca, que albergaba la totalidad de las familias que formaban el clan. En cada mudanza, el clan se trasladaba completo, abandonando el asentamiento anterior.
Gran parte de su expansión se debió a su capacidad para aprovechar los grandes ríos para la navegación. Construían canoas de gran tamaño, llamadas ygabas; se construían de un solo tronco ahuecado, y con ellas podía trasladarse una familia completa con todos sus enseres, e incluso a veces con el fuego prendido a bordo. Servían para pescar, trasladarse a cazar o recolectar frutos, y también para las migraciones. Los clanes se mudaban por medio de flotillas de canoas que bajaban por los ríos.

### Guaranización del litoral fluvial
Las llanuras al oeste del río Paraná estaban ocupadas por cazadores de tipo racial pampeano-patagónico –guaycurúes y querandíes– y la Mesopotamia era habitada por otros grupos, también cazadores-recolectores, como los yaros y charrúas. Mientras tanto, desde el segundo milenio a. C., la costa del río Paraná, de los riachos e islas que forman prácticamente la totalidad de la llanura aluvial del mismo eran habitadas por pueblos navegantes, especializados en la pesca y en la caza de aves, reptiles y mamíferos de ambiente acuático. La identidad racial de estos grupos no es segura,
y probablemente haya sido de origen mixto, con considerables diferencias entre los pueblos del norte y del sur de la región. Racialmente, parecen haber sido del tipo pampeano-chaqueño.
Se han identificado algunas influencias culturales de origen amazónico, presumiblemente de pueblos arahuacos, en los estadios tempranos de estos pueblos; aún antes de desarrollar la agricultura, ya disponían de cerámica, si bien tosca y de uso estrictamente doméstico. Posteriormente, a partir del año 1000, se hace evidente que la influencia más dominante es la de los guaraníes, que comenzaban a colonizar terrenos a lo largo de los ríos, y cuyas características culturales son típicamente guaraníes: una cerámica de mayor calidad, dedicada no solo a los usos diarios sino al entierro secundario de los muertos –cuyos huesos eran pintados de ocre antes de sepultarlos– y a usos ceremoniales. En los yacimientos abundan las "campanas" de cerámica,
que contaban casi siempre con decoraciones especiales, que representaban cabezas de aves, de mamíferos e incluso cabezas humanas; su uso específico no ha podido ser determinado por los arqueólogos. Adicionalmente, se han encontrado puntas de flecha obtenidas por presión y canoas monoxilas, que hacen la influencia guaraní más que evidente.
Desde la confluencia de los ríos Paraná y Paraguay, los mepenes ocupaban la costa chaqueña, mientras que los mocoretaes vivían del lado correntino y el noroeste de Entre Ríos; estos últimos fueron responsables del desplazamiento de los yaros al interior del territorio. La influencia guaraní en esta región es evidente. Algunos cronistas han mencionado que se alimentaban no solo del producto de la pesca, la recolección de miel y de frutos de algarrobo, y la caza de aves y mamíferos –todos ellos omnipresentes en todo este grupo– sino de "arroz", sin determinar si era cultivado o silvestre. En todo caso, se trataría de alguna variedad de gramínea que no ha podido ser identificada. La agricultura era muy escasa en esta región. Su lengua es desconocida, pero es posible que fuera una variante de las lenguas guaycurúes.
Al sur de estos, se encontraban los quiloazas, calchines, corondas, timbúes y carcaraes. Todos estos grupos habían incorporado un mayor uso de la agricultura, pero la influencia guaraní en ellos era menor. La cerámica era muy distinta de la de los guaraníes, y desconocían por completo las casas comunales, que remplazaban por chozas ocupadas por las familias nucleares. Estos pueblos fueron muy detalladamente descriptos por los cronistas españoles, que mencionaban el cultivo del maíz, calabazas y porotos, la abundancia de pescado, y el uso culinario de la grasa de pescado. Iban vestidos de mantos hechos con pieles, especialmente de nutria, y usaban taparrabos de algodón, único uso que le daban a esta fibra. Pescaban con redes y cazaban con arpones de hueso, ayudándose con propulsores. Como adorno, los hombres usaban el tembetá en el labio inferior, que compartían con los pueblos de la región chaqueña y con los guaraníes. Su lengua parece ser del grupo de las lenguas charrúas.
Más al sur aún, sobre el delta del Paraná, y extendiéndose hacia las costas del río de la Plata, se encontraban los chandules (también llamados «guaraníes de las islas»), los mbeguaes y los chaná-timbúes. Estos pueblos estaban mucho más influidos por la cultura guaraní, y es posible que hayan sido además de tipo racial amazónico.
Para el siglo XVI, en efecto, los guaraníes habían superado en su avance el área de expansión de los pueblos litorales y habían llegado al delta y al río de la Plata. La agricultura estaba casi completamente ausente, pero a cambio eran eximios pescadores, navegantes y ceramistas. Su lengua era una variante del idioma guaraní.

## Período agroalfarero tardío
El período agroalfarero tardío de los Andes meridionales, su periferia y las Sierras Pampeanas corresponde al Intermedio Tardío de las altas culturas andinas, aunque su fecha final no coincide con aquella debido a la tardía expansión del imperio incaico hacia el Noroeste argentino. Comienza, según la región, entre el siglo XI y el siglo XIII; y termina con la incorporación de estas regiones al incario, en la década de 1480. Para las regiones que no fueron incorporadas al imperio incaico, el final del período agroalfarero tardío coincide con la incorporación al imperio español.

### Diaguitas

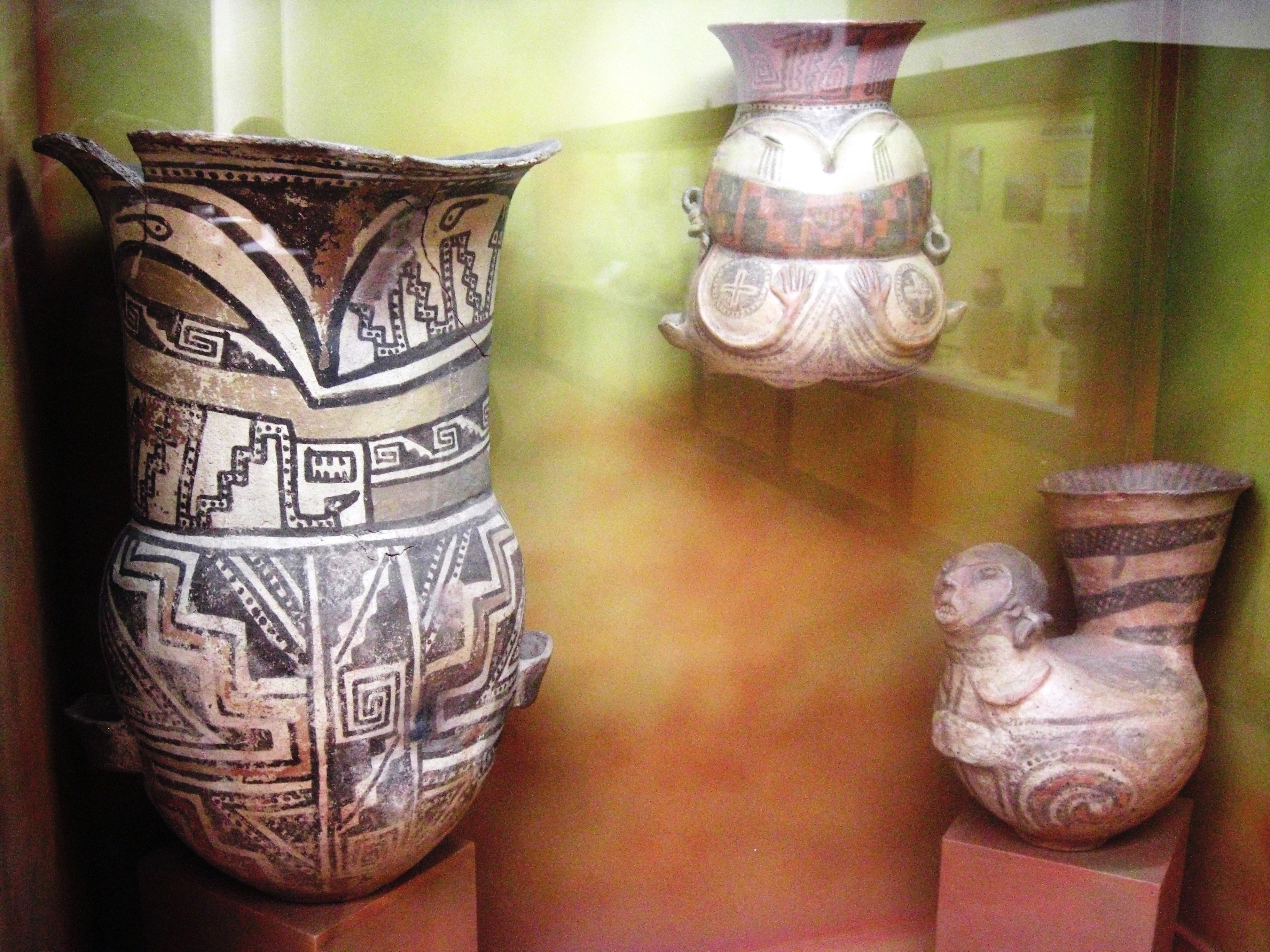
Vasijas de la cultura santamariana, en el Museo de La Plata.

En el siglo XI comenzó una nueva transformación de las poblaciones para las culturas andinas superiores, quizá como resultado de una situación de inestabilidad en los pueblos de Tiahuanaco, que terminaría por desaparecer durante el siglo XII. Otro factor que generó cambios fue el aumento de la población y la aparición de un sistema económico típico de las culturas andinas tardías: la colonización simultánea de distintos ambientes. Los señoríos, en efecto, habían continuado su expansión por medio de la colonización, y fundaron sucesivas colonias a larga distancia de las capitales, en ambientes distintos: yungas selváticas, planicies de la Puna, valles más secos o más húmedos; de este modo se aseguraban la provisión de todos los recursos necesarios. Pero tanto el crecimiento poblacional como la colonización a gran distancia creó sucesivos conflictos bélicos, que llevaron a un aumento de las preocupaciones militares de los señores.
El cambio más notorio estuvo en la ubicación de las poblaciones, que pasaron de estar ubicados en los valles planos a una nueva ubicación por encima de sus propios cultivos. Los nuevos poblados –los pucarás– fueron construidos en posiciones defensivas, en bordos escarpados al costado de los valles. No se trató en sentido estricto de fortificaciones, ya que carecían de murallas ni fosas, sino que la totalidad de la población se estableció en lugares más fáciles de defender. Las armas de la época tenían corto alcance, de modo que una estrategia defensiva exitosa era suficiente para repeler cualquier ataque.
La población de la región continuó en aumento, y por primera vez las ciudades más importantes superaron el millar de habitantes, mientras aparecían numerosos poblados nuevos, evidentemente sometidos a las capitales de cada señorío. Cada ciudad estaba organizada con las clases dominantes –guerreros, jefes hereditarios y chamanes– en las viviendas ubicadas en el punto más alto del poblado, desde donde podían además controlar visualmente el valle, mientras las familias de agricultores estaban ubicadas más abajo, cerca del llano o del fondo del valle. En caso de ataque externo, la totalidad de la población se iba retirando hacia la cumbre, rechazando con piedras a los atacantes. Al costado del pucará, en algún morro contiguo, estaba el sector dedicado a la actividad religiosa, con su altar en un punto visible desde casi toda la ciudad.

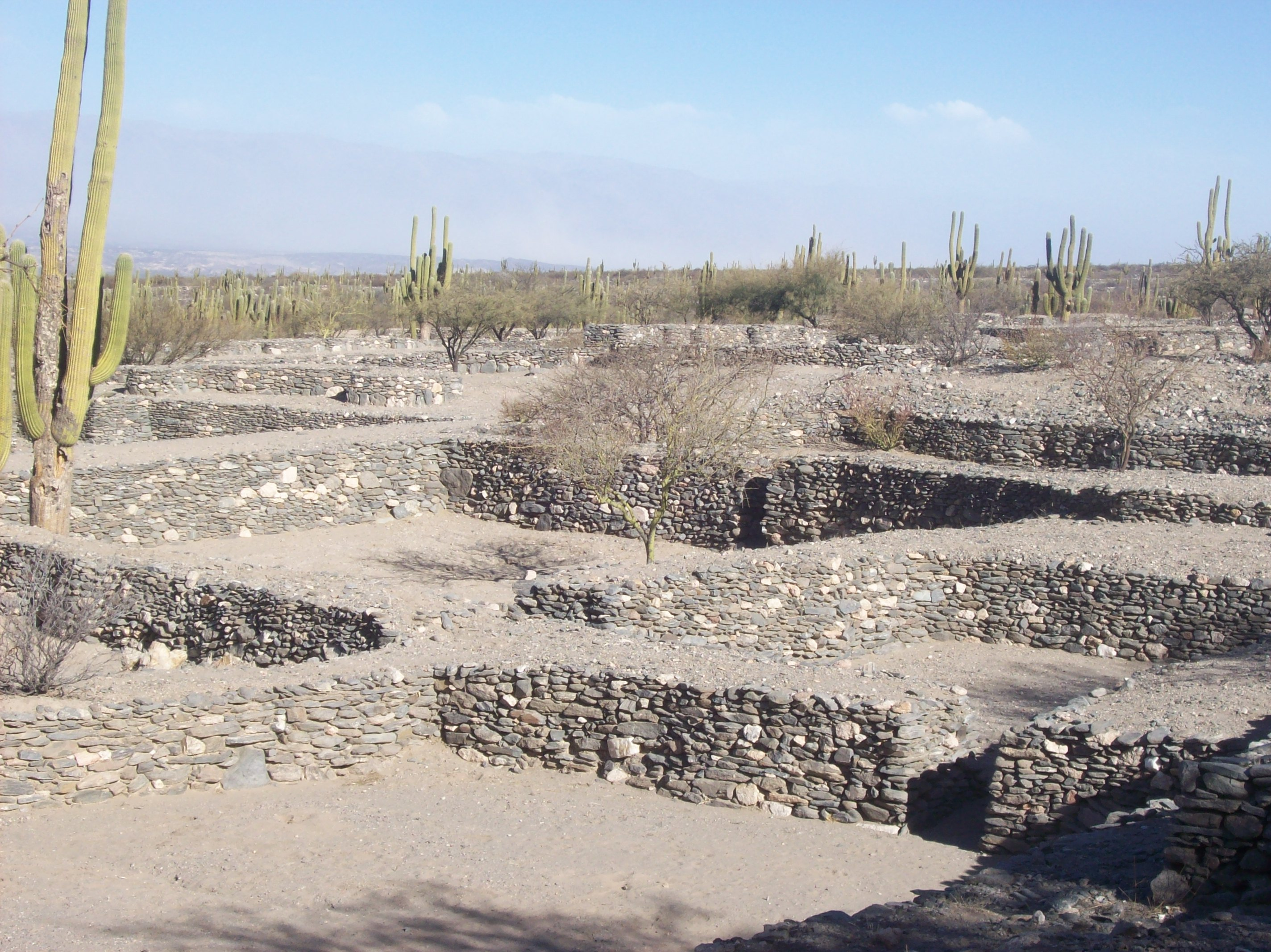
Paredes en las ruinas de Quilmes: obsérvese la doble capa de roca, con la capa intermedia rellena de tierra y ripio.

Fuera de las ciudades se establecieron pequeñas aldeas de agricultores, que no disponían de recursos defensivos, y que estaban sometidos a las capitales.
Distintas estimaciones de la población muestran cifras muy altas: por ejemplo, el valle de Yocavil –que coincide aproximadamente con el actual departamento Santa María– tenía alrededor de 20 000 habitantes, aproximadamente la misma cantidad que al comenzar el siglo XXI.
Los arqueólogos consideran indudable que estas poblaciones ya eran los mismos diaguitas que encontrarían los conquistadores.
No obstante, no hay forma de saber si ya hablaban el cacán durante épocas anteriores, o lo adoptaron en esta etapa, bien por invasión o por inmigración.
En sentido estricto, esta etnia estaba formada por tres subgrupos, relativamente diferenciados entre sí: los pulares ocupaban el valle de Lerma, aunque en el siglo XVI serían invadidos por los lules, los calchaquíes poblaban los valles que llevan su nombre, mientras que los diaguitas propiamente dichos serían los que habitaban en el valle de Catamarca, en las inmediaciones de la cumbre de la sierra de Ancasti, en la mayor parte del oeste catamarqueño y en el norte y centro de la provincia de La Rioja; estos últimos, para algunas regiones específicas, también son llamados paziocas.
Los diaguitas no se limitaban a las regiones al este de los Andes, sino que poblaban también el Norte Chico de Chile, desde la provincia de Copiapó al norte hasta la provincia de Choapa, al sur. Sus características culturales eran muy similares a las de sus congéneres orientales, y su lengua muy similar.

### Agricultura y tecnología
Su agricultura combinaba el cultivo de laderas en terrazas y el cultivo de fondo de valle. En ambos casos, la producción agrícola dependía de largos canales que alimentaban por turnos las terrazas o parcelas. Junto al maíz, prácticamente omnipresente, se cultivaban distintos tipos de ajíes, porotos y zapallos. En las regiones altas y secas se cultivaba la papa y la quinoa. En las regiones algo más húmedas, se cultivaba el algodón. Para la provisión de agua comenzaron a utilizarse, junto a los azudes, verdaderas represas que guardaban el agua durante mucho tiempo.
La llama y –en menor medida– la alpaca formaban la base de la alimentación de origen animal de todas las poblaciones andinas, y de las sierras pampeanas. Además de la carne, se aprovechaba la lana, de la que estaba hecha prácticamente toda la vestimenta de estas poblaciones. También le daban uso al cuero, los huesos y los excrementos, que se usaban como combustible o abono. Y, finalmente, las llamas eran también utilizadas como bestias de carga, fundamentales para los complejos circuitos de circulación de mercancías que conectaban las zonas andinas secas con las yungas y, en el extremo norte, con las poblaciones del Altiplano actualmente boliviano.

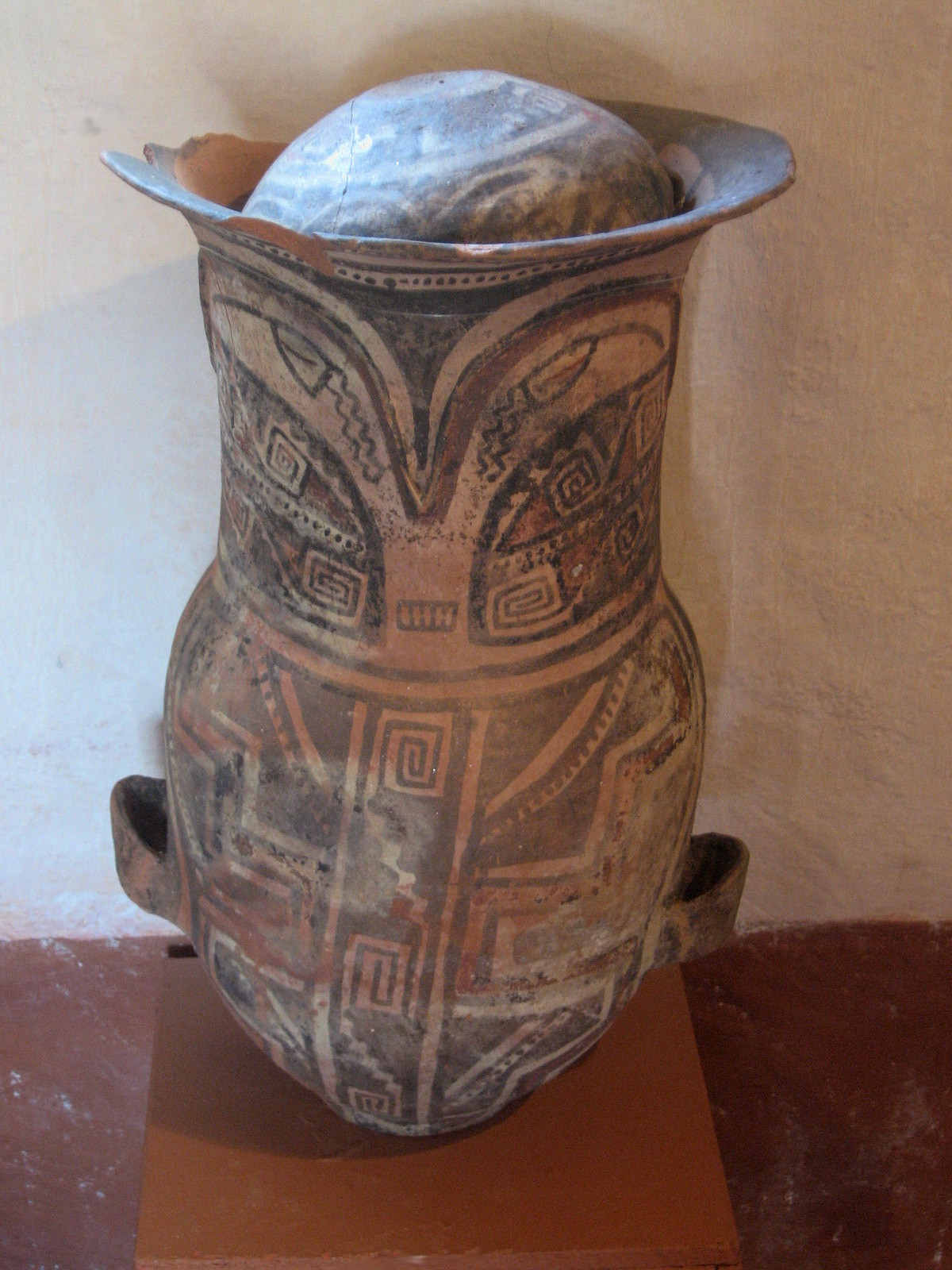
Cerámica de la cultura Santa María.

Donde se podía acceder a ellos, los frutos del algarrobo y del chañar formaban parte importante de su dieta junto a la carne de llama. En las zonas más densamente pobladas, la caza parece haber desaparecido casi por completo ante la presión de una población abundante.
Este nivel cultural está dividido en varios desarrollos regionales, de los cuales los principales son dos: al norte estaba la cultura de Santa María, en la zona de Andalgalá y el valle de Yocavil, es decir el sur de los valles Calchaquíes. Su presencia es fácilmente reconocible por las grandes vasijas de cerámica, muy fuertes pero de paredes finas, siempre organizada en tres niveles: una base troncocónica, un cuerpo de forma globular cerrado, y un cuello más delgado en forma de cilindro, que termina en bordes evertidos. Está decorada con grecas y figuras de serpientes, humanos y felinos. Hacia el sur, en los valles de Abaucán y Hualfín y en el bolsón de Pipanaco, se desarrolló la llamada cultura de Belén, cuya cerámica sigue el mismo modelo que la de Santa María, pero con menores dimensiones; en la decoración figuran suris y sapos, y en lugar de grecas hay repetición de cruces y reticulados.
En ambos casos, la cerámica de mayor tamaño estaba dedicada al entierro de sus muertos, que ya no eran solamente niños, sino también entierros secundarios de adultos.
La metalurgia se hizo más compleja, y junto a las hachas ceremoniales se fundieron escudos, campanas, cuchillos, brazaletes y discos, estos últimos probablemente utilizados como escudos por los jefes militares. Por primera vez se utilizaron, junto al bronce, la plata y el oro, siempre para piezas pequeñas. Tanto el bronce como la plata procedían de dos regiones: la porción sur de la sierra de Aconquija y la sierra de Famatina.
Durante el período incaico –que siguió al período tardío– las tierras de cada aldea eran propiedad de la comunidad, y el jefe de esta las repartía periódicamente entre sus miembros; se cree que las culturas andinas ya habían desarrollado ese sistema, como mínimo, durante el período tardío, si no mucho antes. También durante el período incaico se desarrolló el sistema de la mita, o turnos de trabajo para la realización de obras públicas; a menor escala, este sistema debe haber funcionado en todas las sociedades andinas más desarrolladas.

### Omaguacas y ocloyas

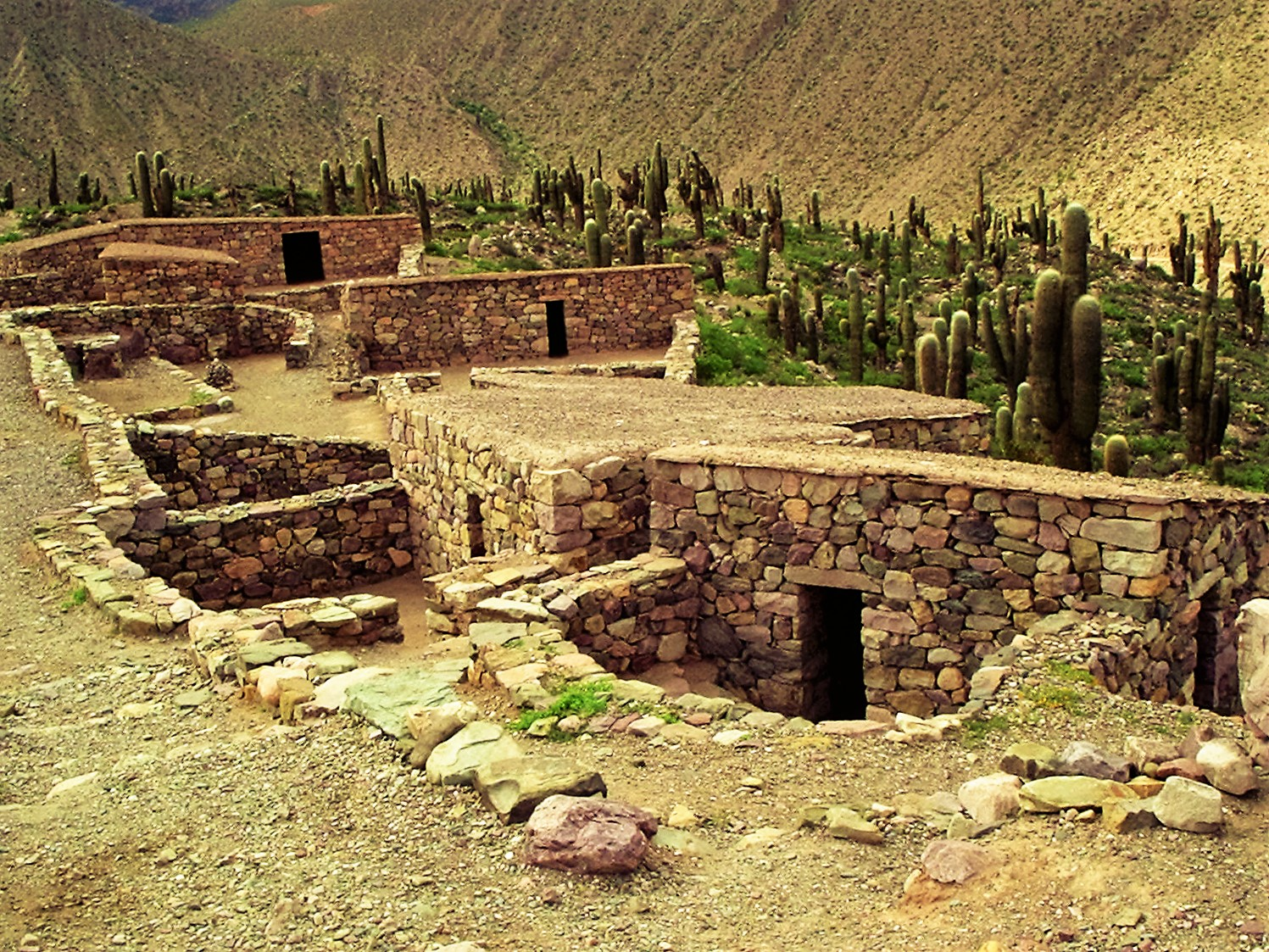
El pucará de Tilcara en la actualidad.

Como los demás pueblos andinos, también las comunidades de la Quebrada de Humahuaca y su entorno abandonaron a partir del año 1000 el fondo de los valles para formar pucarás en posiciones más altas. Toda la Quebrada de Humahuaca estuvo sometida a tres señoríos: al norte, los omaguacas propiamente dichos, cuya capital estuvo sucesivamente en Yacoraite y Los Amarillos;
el centro de la Quebrada estaba gobernado desde el pucará de Tilcara; y al sur, extendiendo su poder hasta más allá de la actual San Salvador de Jujuy, los tilianes, cuya capital estaba en el pucará de Volcán. Una gran cantidad de poblados más pequeños estaban sometidos a estos señoríos; algunos de ellos estaban ubicados en niveles mucho más altos, al borde de la Puna o quizá dentro de la misma.
Los poblados habitados hacia el este, asomados a las selvas de yungas, eran ocupados por pueblos emparentados con los omaguacas, genéricamente conocidos como ocloyas, y que los conquistadores españoles consideraron mucho menos belicosos y fáciles de someter que los de la Quebrada. En sentido estricto, los ocloyas propiamente dichos estaban sometidos a los omaguacas, los osas dependían del señorío de Tilcara, y los paypayas –que dieron nombre a la actual ciudad de Palpalá– dependían de Volcán.
Los pueblos del grupo omaguaca tenían pocas diferencias raciales y culturales con los diaguitas, aunque tenían sus propios estilos cerámicos. La principal diferencia era en el idioma, ya que hablaban una lengua distinta, el idioma omaguaca.

### Pueblos de la Puna

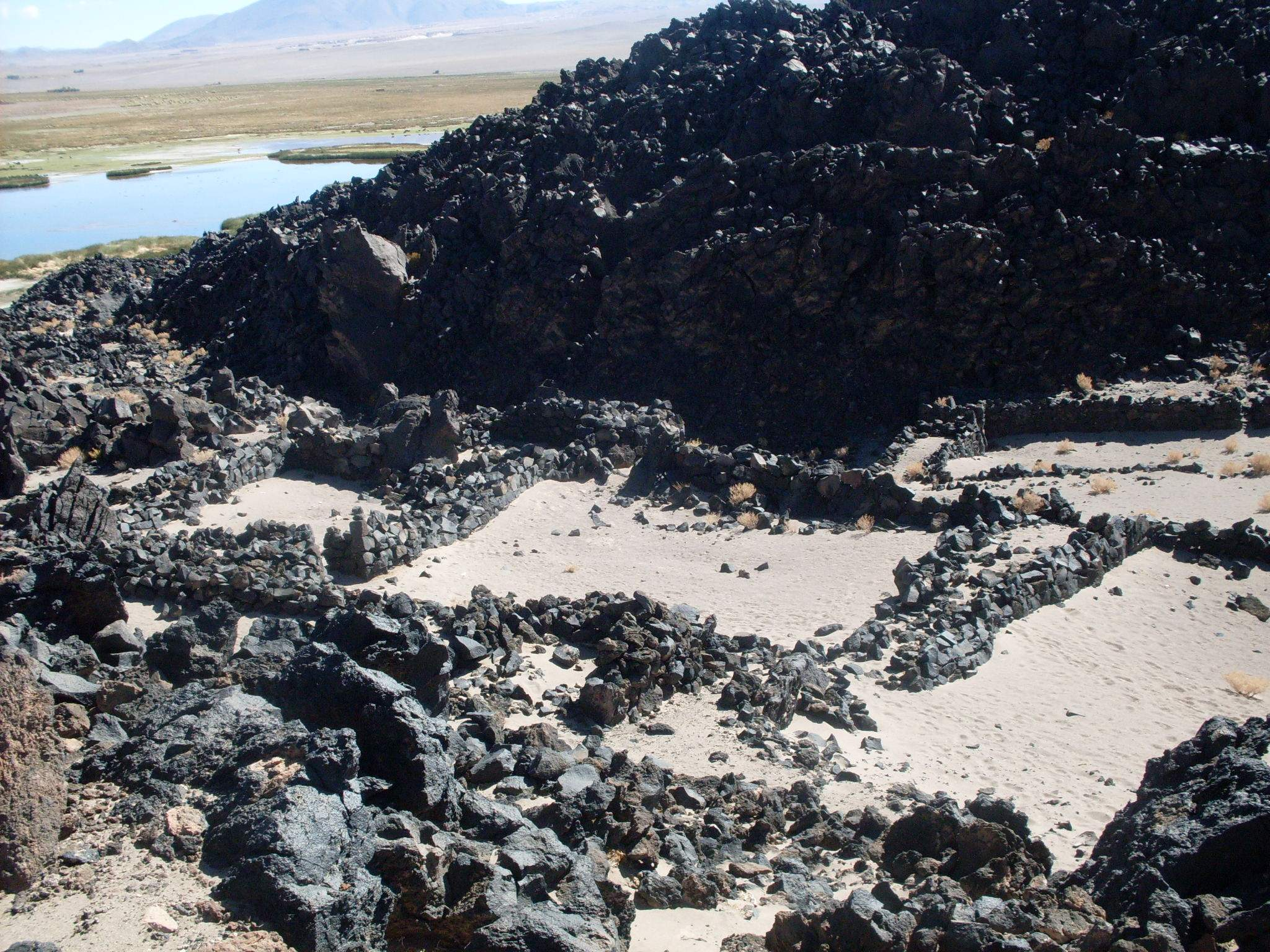
Pucará de La Alumbrera, cerca de Antofagasta de la Sierra.

El desarrollo de las culturas agroalfareras tardías en la Puna estuvo marcado por tres factores principales: la cercanía con culturas superiores ubicadas más al norte, las limitaciones ecológicas para ciertas producciones –el maíz era mucho menos importante, y el algarrobo estaba completamente ausente– y su ubicación cercana a las rutas que comunicaban las zonas de población diaguita y quechua.
La mayor parte de las poblaciones de la región pertenecieron a la etnia atacameña, que hablaba la lengua cunza.
Este pueblo se extendía también por el interior del "Norte Grande" chileno, y alcanzó sus máximas expresiones culturales en el valle del río Loa y en el oasis de Atacama.
Al igual que las poblaciones más al sur, los cambios culturales desde el primer cuarto del segundo milenio afectaron la producción agroganadera y la urbanización. También aquí los señoríos se centraron en pucarás defensivos,
con algunas diferencias: estos pucarás norteños solían tener murallas defensivas
–aunque en general se considera que fueron un pueblo pacífico– y en numerosos yacimientos se han hallado casas sin puertas, por lo que se deduce que eran semisubterráneas, con el acceso por una abertura superior.
En varios de estos poblados se han hallado altares monolíticos de forma cilíndrica, donde se realizaban sacrificios de llamas.
El centro de su actividad productiva era la explotación de la llama; tenían también áreas agrícolas en las que cultivaban sobre todo papa y quinoa, pero gran parte de su consumo era de carne de llama. A estos animales dedicaban la mayor parte de sus esfuerzos edilicios, construyendo corrales y otras instalaciones. Las mantas de lana eran productos que podían comercializar hacia otras regiones.
Sus circuitos comerciales les permitían tener acceso a ciertas mercaderías que no son usuales en el sur, como conchas de moluscos, o tabaco. También desarrollaron un activo intercambio de piezas de metal, y parecen haber intermediado en los intercambios de los pueblos del norte con los ubicados al sur de la Puna. La importancia de esta actividad de transporte queda de manifiesto con el hallazgo sistemático, en muchos de sus poblados, de abundantes horquetas de madera acondicionadas para fijar con sogas de lana las cargas de las llamas.
Entre sus centros más importantes pueden citarse el pucará de Rinconada, Agua Caliente de Rachaite, al sur de Abra Pampa, o el pucará de La Alumbrera, al norte de Antofagasta de la Sierra. Muy conocidos, por haber sobrevivido hasta el presente, son los poblados de Cochinoca y Casabindo,
aunque estos pueblos podrían haber sido de origen omaguaca.
Ramas secundarias de estos atacameños eran los apatamas, que habitaban sobre el camino que continuaba desde la Quebrada de Humahuaca hacia el norte, los moretas, al oeste de aquellos, y los lipes, sobre la cuenca del río Grande de San Juan, en el extremo norte. No obstante, es posible que los moretas hayan sido una población posteriormente introducida como mitimaes por los conquistadores incaicos.

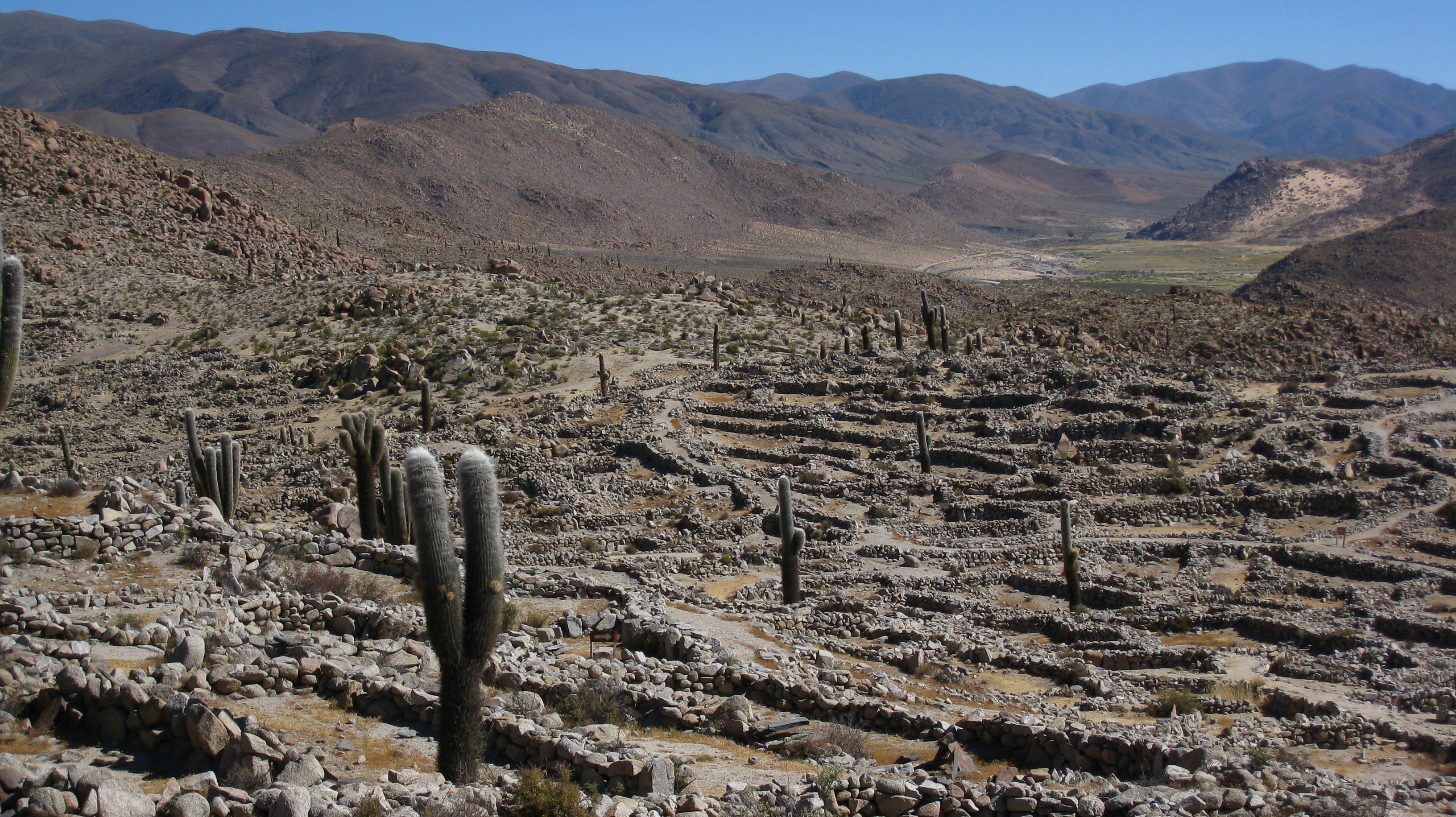
Tastil.

En el extremo noreste de la Puna argentina, el pueblo de Yavi Chico estaba claramente conectado a circuitos económicos del sur de Bolivia, y no es seguro que fuera de etnia atacameña.
Al sudeste, se cree que la población de la quebrada del Toro y de su capital, Tastil, podría haber sido de etnia atacameña. Esta fue la ciudad más grande de la Argentina prehispánica, ya que superó los 3000 habitantes en la ciudad.
Ubicada sobre la quebrada del Toro, que comunica el valle de Lerma con los valles Calchaquíes y la Puna, controló toda la quebrada y varias zonas cercanas a la misma. Entre los pueblos subordinados más conocidos deben contarse Puerta Tastil y Morohuasi, en la misma quebrada del Toro, y Tinti, al borde del valle de Lerma, cerca de Campo Quijano.

### Capayanes

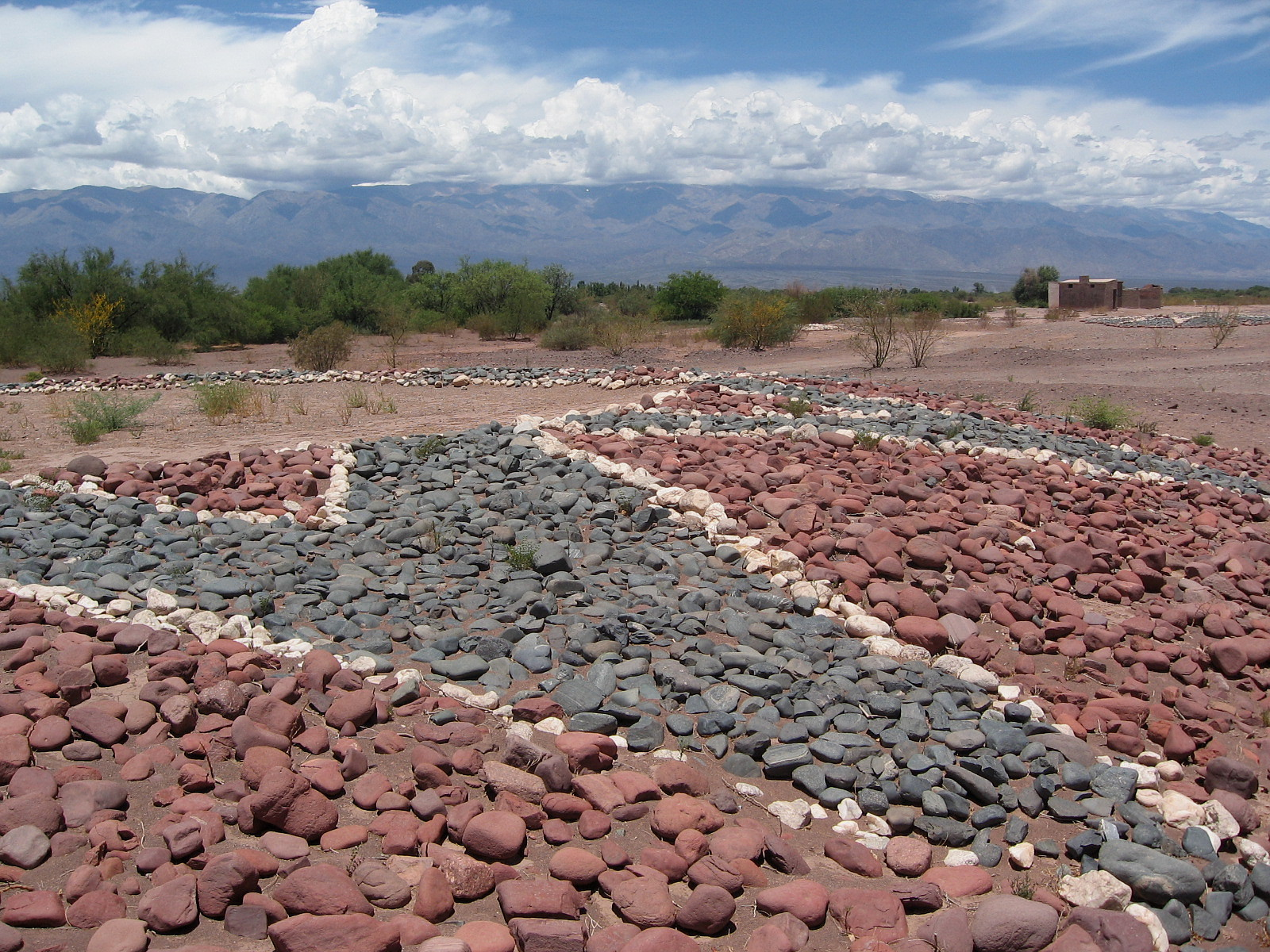
Detalle de la gran estrella de Vinchina.

El límite sudoeste del área de dominio de los diaguitas es sumamente difuso, ya que sus vecinos por el sur compartieron con ellos muchas características culturales, e incluso sus lenguas parecen haber sido variantes del cacán. Los historiadores riojanos suelen mencionar entre estos pueblos a los olongastas, yacampis, famatinas y capayanes, haciendo coincidir casi exactamente su máxima extensión hacia el norte con los que actualmente dividen su provincia con la de Catamarca.
No obstante, claramente los ocupantes de la región del Arauco –San Blas de los Sauces, Aimogasta, Anillaco, Aminga y Villa Mazán– pertenecían desde cualquier punto de vista a la cultura diaguita. Y los habitantes de los valles de Famatina y Sañogasta muy posiblemente deban ser incluidos también en este grupo.
En cuanto a los yacampis, este es el nombre propio de una población indígena en particular, ubicada en el entorno de la ciudad de La Rioja, que los conquistadores luego quisieron extender a otras poblaciones, quizá con el objetivo de someterlos en encomienda con los títulos con que habían ocupado el valle donde fundaron la ciudad.
En todo caso, aguas arriba de la ciudad, en el valle de Sanagasta, se desarrolló durante la primera mitad del segundo milenio la cultura de Sanagasta, que se identifica con los pueblos capayanes.
Estos capayanes eran, posiblemente, ramas colaterales de los pueblos huarpes que fueron absorbidos o sometidos por las avanzadas hacia el sur de los pueblos de habla cacana. Ocupaban los valles de Vinchina, Guandacol, Jáchal, Iglesia, Calingasta, y quizá el de Uspallata. Otro nombre que se dio al desarrollo cultural de este pueblo fue el de cultura Angualasto.
Sus recursos económicos eran muy similares a los de los diaguitas: agricultura con regadío, ganadería de llamas y recolección de frutas de árboles silvestres. La cerámica no alcanzó nunca el desarrollo de las culturas de Santa María y de Belén, aunque crearon piezas de gran tamaño, fina estructura y cuidadosamente decorada.
Una particularidad es que, cuando era posible, construían su casa debajo de árboles, utilizando el tronco y las ramas como apoyos para el techo. Las poblaciones fueron todas de muy pequeño tamaño, no se han podido identificar cabeceras de señoríos, y no existieron pucarás ni otras estructuras defensivas.
El único centro ceremonial de alguna importancia que se ha hallado es una "estrella" de unos 12 m de diámetro, dibujada en el suelo con piedras de colores en las cercanías de Villa Vinchina; en las inmediaciones se han identificado otras cinco estrellas similares.
La población nunca fue muy densa ni numerosa, y estuvieron muy laxamente sometidos a la autoridad de los invasores incaicos –con excepción de los valles al pie de los Andes, donde el control se ejercía desde el "camino del inca" y sus fortalezas adjuntas– y más someramente sometidos por los españoles, a quienes rechazaron con fuerza. Pero su ubicación a caballo de la división entre el corregimiento de Cuyo y la gobernación del Tucumán los hizo víctimas de traslados forzados a otras regiones, lo que destruyó en gran parte su identidad étnica.
A fines del siglo XVIII, al fundarse la villa de San José de Jáchal, las autoridades cuyanas ordenaron que todos los indígenas de los valles andinos y de la cuenca del río Jáchal fueran trasladados a esa villa; lo cual causó la aculturación total de esos trasladados, y la despoblación definitiva de amplias zonas donde aún quedaban algunos capayanes. La única excepción fue la pequeña población de Mogna, que se mantuvo en su localidad, aunque también perdió rápidamente su lengua y costumbres.

## En la periferia de las culturas andinas
La mayor parte de los pueblos ubicados al este y sur de los pueblos andinos incorporaron características culturales de sus vecinos más desarrollados, incluyendo su agricultura, la ganadería de auquénidos, sus viviendas y su alfarería.
La principal excepción a esta influencia casi puramente andina es la de los tonocotés, que denotan fuertes influencias amazónicas, y cuya población también fue repetidamente clasificada como de características raciales amazónicas.

### La cultura Averías y los tonocotés

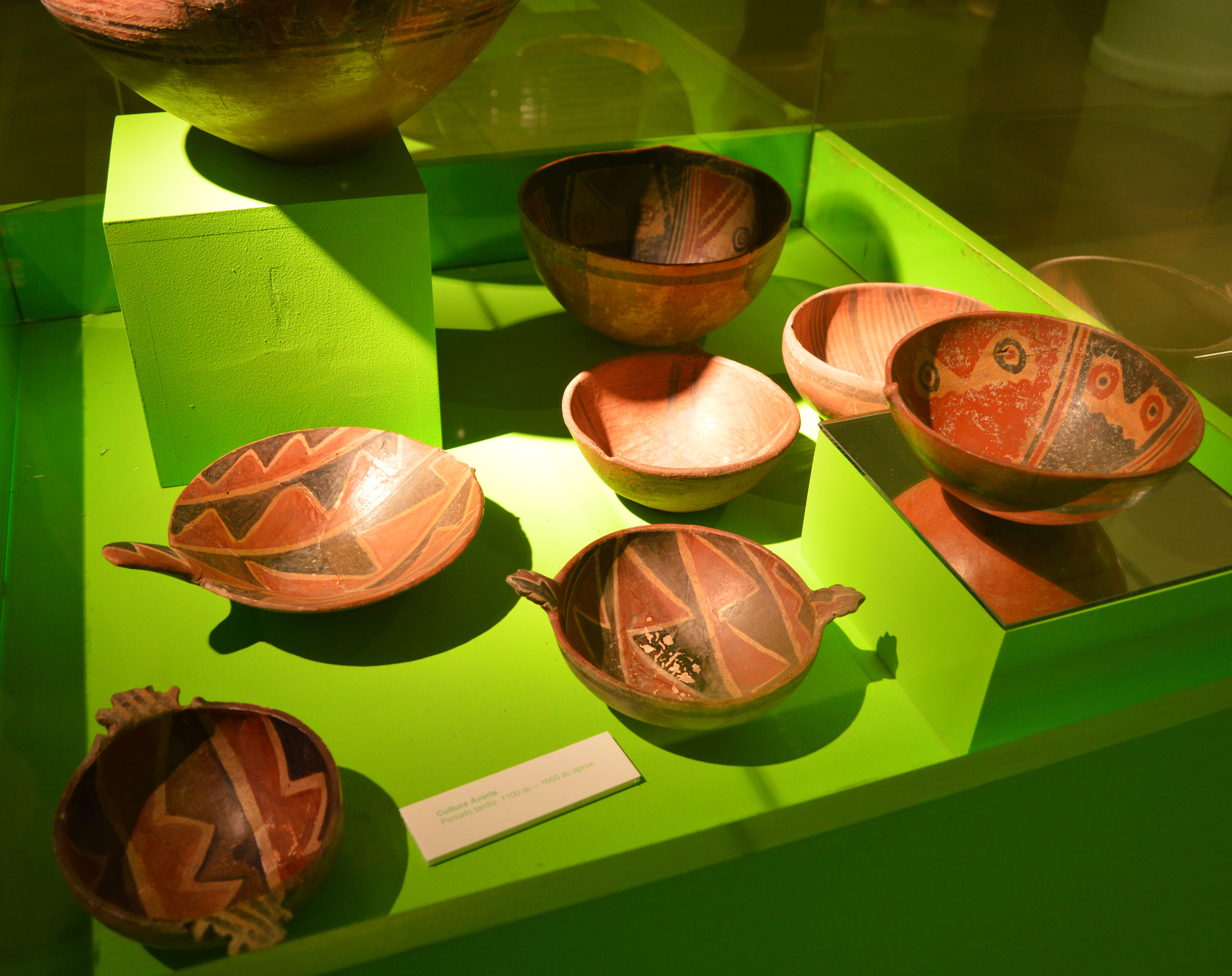
Cerámica de la cultura Averías. Museo Wagner, Santiago del Estero.

Hacia el año 1200, la cultura de los tonocotés santiagueños sufrió una serie de transformaciones que llevarían a una nueva etapa, denominada cultura Averías. Si bien se notan grandes aportes culturales de origen andino –especialmente en la cerámica– el resto de los cambios resultaron de una adaptación más afinada a los recursos de la región. Desarrollaron un sistema de diques que permitía controlar las inundaciones de los terrenos bajos junto a los ríos y mejoraron sus técnicas constructivas. La alternancia de pesca y cultivo en los mismos terrenos había sido llevada por poblaciones amazónicas en la etapa anterior, pero se terminó de perfeccionar en esta época.
El pueblo histórico que se identifica con esta cultura es el de los tonocotés. A la llegada de los conquistadores, estos pueblos fueron genéricamente llamados juríes, palabra que parece derivar del nombre del suri o ñandú, con cuyas plumas se vestían los cazadores tonocotés y sanavirones, aunque también a los lules y vilelas, que nada tenían que ver con estos pueblos agricultores.
Carentes casi en absoluto de ganadería, la suplantaban con la abundante caza que obtenían en los bosques que rodeaban a los ríos. Llevaron a su máxima expresión la actividad textil, con tejidos de algodón, de fibras vegetales más duras, y de lana, adquirida por comercio con las poblaciones andinas de la actual provincia de Catamarca.
Debido a que carecían de piedra, desarrollaron mucho más que las culturas andinas su industria de artículos de hueso, formado por espátulas, arpones, punzones y agujas.
De piedra eran, en cambio, las puntas de flecha; estas eran lanzadas con arcos largos –como todos los de los indígenas de la Amazonia– y estaban envenenadas.
De este modo, el área junto a los ríos santiagueños terminó por ser una de las más densamente pobladas de todo el cono sur.
Se establecieron también en las sierras del oeste y del sur provincial, y también en una región del centro de la provincia de Tucumán, donde los primeros conquistadores encontrarían el llamado Señorío de Tucma, y que permitiría la instalación de la primitiva San Miguel de Tucumán.
Por último, algunos de ellos se establecieron más al norte, en el este de la provincia de Salta, y en una región al noroeste de la actual provincia del Chaco, lejos de los dos ríos, donde fueron conocidos como mataraes y guacaraes.
Estos últimos estaban asentados junto a un cauce fluvial actualmente seco, pero que en tiempos prehistóricos pudo haber sido alimentado en tiempos de lluvia por el río Bermejo o por algunos de sus afluentes.

### Sanavirones
Las influencias andinas sobre la cultura Sunchituyoc que llevaron a la formación del pueblo tonocoté alcanzaron de forma diferencial a las poblaciones australes de la llanura santiagueña: estas se mixogenizaron con algunas poblaciones huárpidas –los comechingones– ubicadas en las sierras de Córdoba, a las que además desplazaron de sus ubicaciones más septentrionales. Estas poblaciones derivaron, en consecuencia, en la formación de un pueblo histórico, el de los sanavirones, a quienes los primeros conquistadores llamaron inguitas o yuguitas.
Este pueblo es mucho menos conocido que sus vecinos al norte y al sur, en parte por la pobreza de las tierras que ocupaban desde el punto de vista de los conquistadores, y en parte porque en definitiva fueron una población muy pequeña por el número de sus habitantes. Poblaban las llanuras pantanosas que rodean por el norte, oeste y sur de la laguna Mar Chiquita y las sierras ubicadas al oeste de estas y las del extremo sur de Santiago del Estero.
Eran un pueblo de cultura similar a la de los tonocotés, dado que eran agricultores que complementaban su alimentación con la caza y la pesca. La agricultura, en cambio, era puramente de secano, y desconocían la técnica de aprovechar las crecientes de los ríos. También su cerámica era muy inferior en calidad. Sus viviendas eran de troncos y pajas en las zonas llanas, y de piedra, semisubterráneas, en la región serrana. En cambio, a diferencia de los tonocotés, las poblaciones serranas sí adoptaron de las culturas andinas la cría de llamas, que también trasmitieron a los comechingones.
Su lengua es casi completamente desconocida, y la única partícula atribuida con seguridad a este pueblo –el sufijo -sacate, que significaría ‘poblado’– se ha difundido ampliamente por la provincia de Córdoba, por lo cual parece haber sido compartido con sus vecinos comechingones. El otro término indudablemente sanavirón que conocemos es el nombre que los españoles adoptaron para sus vecinos meridionales; en efecto, la palabra "comechingones" es un término de la lengua sanavirona.

### Comechingones

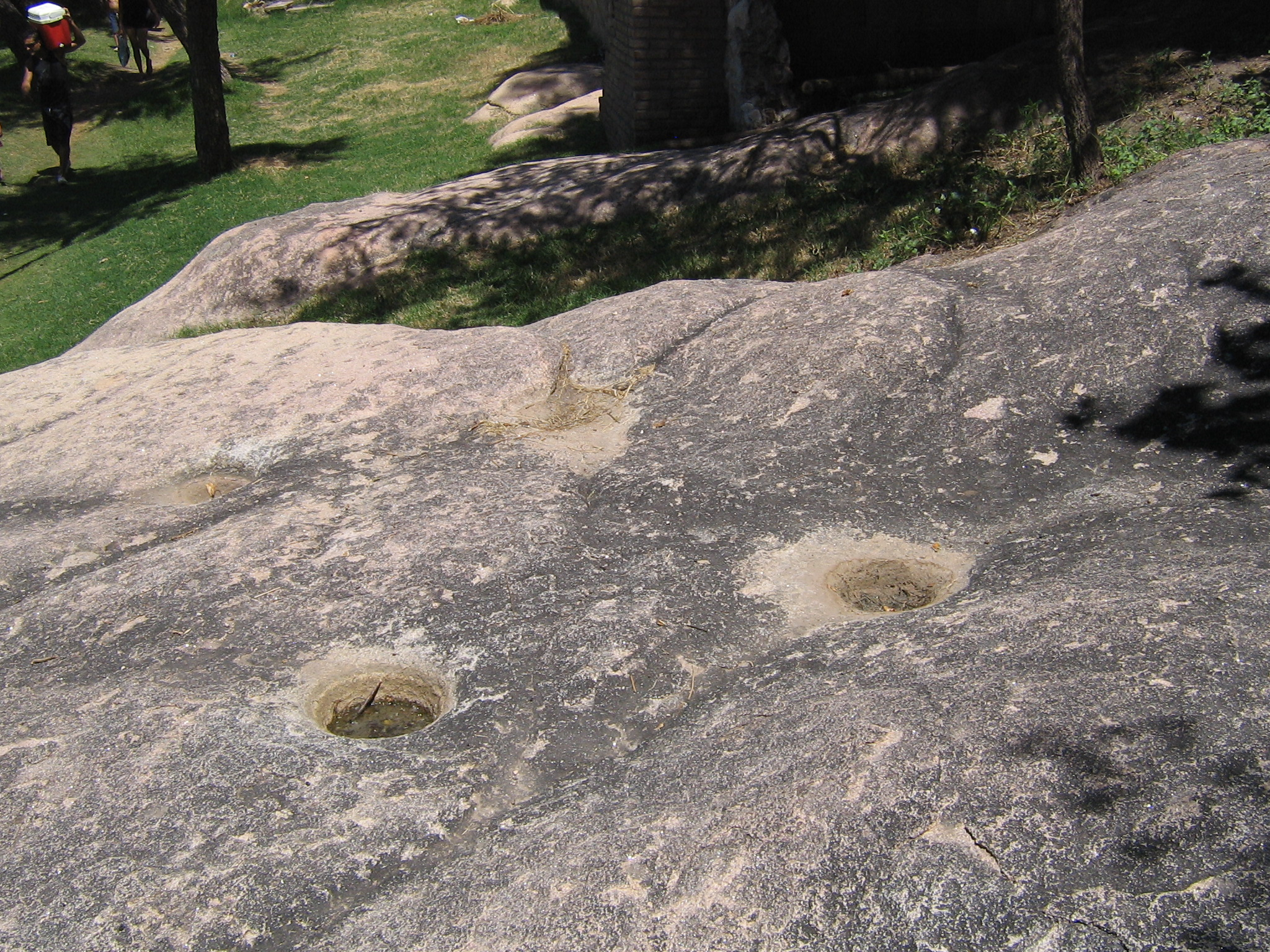
Morteros para molido de granos o frutos secos de los comechingones.

Un grupo de pueblos de origen racial huárpido pobló la mayor parte de las dos vertientes de las sierras de Córdoba; el nombre que le dieron los conquistadores españoles es el de comechingones, aunque los arqueólogos e historiadores están de acuerdo en que eran al menos dos grupos, divididos a su vez en varias parcialidades: el grupo camiare estaba ubicado al oeste del gran cordón serrano, casi exclusivamente en la provincia de San Luis, e incluía a los saletas, nogolmas y michilingües. El grupo hênia incluía a los naures del valle de Traslasierra, a los mogas, caminigas, guales y chines de la Sierras Chicas y otras serranías del norte cordobés, los aluletas de las nacientes del río Segundo, y los macaclitas del valle de Calamuchita y de las nacientes del río Cuarto.
Estos pueblos adquirieron durante el principio del segundo milenio mejoras en los métodos productivos, incluyendo la domesticación de la llama –aunque no llegó a tener la importancia que tuvo para los diaguitas y sus vecinos– y la incorporación del cultivo de papas y quínoa, que sumaron a los porotos, zapallos y maíz que ya conocían desde épocas anteriores. No obstante, la recolección de frutos de algarrobo, piquillín, molle, chañar y cocos de la palmera caranday, tenían aún gran importancia para su dieta, como también la caza de venados y guanacos.
A diferencia de los pueblos de los Andes, labraban los morteros en la roca madre, de modo tal que debían necesariamente compartirlos entre los miembros de cada población.
El desarrollo de la arquitectura de piedra, con grandes casas rectangulares con techos a dos aguas, que tuvieron en esta región un carácter peculiar: las "casas-pozo" estaban completamente por debajo del nivel del piso circundante; del mismo solo sobresalía el techo.
Sumado a que solían estar rodeados de sus sembrados de maíz y de cercos de tunas, hacía que los poblados fueran imposibles de detectar a la distancia.
Adicionado a ello, en las zonas donde disponían de ellos, no desdeñaban hacer su vivienda en el interior de cuevas.
La cerámica tuvo algunos avances tecnológicos, pero seguía siendo gruesa, tosca y casi sin decoración. La fabricaban casi invariablemente a partir del relleno de cestas o redes. Los muertos no eran enterrados en vasijas, sino directamente bajo el piso de las viviendas, acurrucados en un pozo tapado con tierra.

### Olongastas
Al sudeste de las poblaciones diaguitas, en la sierra de los Llanos y zonas vecinas de las provincias de Córdoba y San Luis, vivía un pueblo muy poco conocido: los olongastas. El nombre de la etnia es claramente tonocoté y le fue asignado por los conquistadores españoles; posteriormente sería conservado hasta mediados del siglo XVII, cuando desapareció. Eran poblaciones de aparente origen huárpido, que habían incorporado fuertes influencias de origen diaguita, incluso probablemente su idioma, que sería una variante del cacán; no obstante, los topónimos suelen ser nombres originados en un idioma anterior a esta transformación cultural, completamente desconocido.
Se trata de un pueblo cuya zona de influencia ha sido muy escasamente explorada, quizá porque la alfarería rescatada es escasa y muy tosca, y prácticamente no se han rescatado restos de viviendas, que debían estar hechas de madera. A este pueblo parecen deberse los restos que han sido encontrados en el parque nacional Sierra de las Quijadas.
Eran agricultores y ganaderos, se vestían de lana de llama, y complementaban su alimentación con la recolección de frutos de algarrobo, mistol y chañar, y huevos de suri. La ubicación de sus poblaciones suele hacerse por la recuperación de restos de cerámica y por los hornos de tierra –hoyos recubiertos de piedras– en que cocinaban la carne y los productos vegetales.
Entre sus poblaciones, se pueden mencionar a Atiles, Olta y Polco, que subsistieron hasta fines del siglo XVIII,
y Malanzán, Chepes, Ulapes, Tama, Amaná, Ambil, Ascala, Cotina, Guaja, Laha, Moga, Nácate, Olpas, Solca y Talva. Se desconoce el nombre de las que actualmente están ubicadas en las de Córdoba y San Luis.

### Huarpes
Un largo proceso de adquisición de tecnologías desde sus vecinos permitió a los pueblos instalados junto a los ríos cuyanos incorporarse plenamente a la cultura agroalfarera.
Gran parte de este proceso aparece como desconocido, e incluso muchas de las características propias de estas culturas se han perdido: ocupaban casi siempre los mismos lugares que en la actualidad ocupan las ciudades y las plantaciones de viñedos, que previamente han sufrido una profunda modificación del suelo, por lo que no es fácil recuperar restos arqueológicos.
En todo caso, la influencia de los pueblos agricultores andinos es evidente, así como algunas influencias aportadas desde Chile.
Estaban divididos en, al menos, cuatro parcialidades: los huarpes millcayac, en la cuenca del río San Juan; los huarpes allentiac, junto a los ríos Mendoza y Tunuyán; los chiquillanes, o algarroberos del sur de la provincia de Mendoza; y los guanacaches, ubicados junto a las lagunas de Guanacache y a lo largo del curso del río Desaguadero. De estos, los chiquillanes eran una avanzada hacia el sur, que nunca desarrolló la agricultura ni la ganadería, y se dedicaban a la caza y la recolección de frutos de algarrobo; posiblemente los primeros pehuenches hayan sido una ramificación de estos, ubicada en la actual provincia de Neuquén, y especializada en la recolección de piñones de pehuén.
Por su parte, los guanacaches se especializaron en la caza y la pesca en los –por esa época– caudalosos ríos cuyanos y sus lagunas; desarrollaron formas primitivas de agricultura, pero esta no estaba tan desarrollada como entre los millcayac y allentiac. Llamaron la atención de los conquistadores por sus embarcaciones de mimbre y totora, y por sus ingeniosas técnicas de pesca y caza de patos.
Los huarpes propiamente dichos eran un pueblo netamente sedentario, y dependía en gran parte del producto de su agricultura; la caza y la pesca eran complementarias a los productos de origen vegetal. Cultivaban la papa, el maíz, zapallos y porotos, siempre bajo regadío, con obras de infraestructura a veces de grandes dimensiones, como el canal Cacique Guaymallén original.
Vivían en casas de piedra o de barro y quincha, y su cerámica era tosca y poco desarrollada. En cambio, sus productos de cestería eran superiores a los del resto de los pueblos de la actual Argentina, y en sus canastos podían transportar agua.
Parte del oeste de la provincia de San Luis fue también ocupada por los huarpes, aunque en este caso los testimonios históricos son muy imprecisos, como así también la atribución a este pueblo o a otros de los escasos restos arqueológicos. No se ha establecido con precisión si la población del cacique Koslay junto a la cual se fundó la ciudad de San Luis era de este origen, o de los comechingones. Se les ha llamado michilingües, que sería una rama de estos últimos, pero también podrían haber sido huarpes.
Tras la conquista española, estos pueblos fueron diezmados por el traslado sistemático de las poblaciones hacia Chile –de la cual dependía el corregimiento de Cuyo– debido a que eran de carácter pacífico. Los sobrevivientes se refugiaron junto a las lagunas de Guanacache, donde han subsistido hasta la actualidad, aunque han perdido su cultura; e incluso las lagunas no existen ya, desecadas por el aprovechamiento de los ríos cuyanos para riego.

## Período incaico
El imperio incaico surgió de un señorío local del actual Perú, poco más desarrollado que los señoríos del noroeste argentino. Inició su expansión en 1438. Gracias a una gran capacidad militar y organizativa, y en una enorme versatilidad para adaptarse a distintas circunstancias locales para solo después de incorporado cada territorio forzar la unificación social y política, llegó a ser –menos de un siglo después– el más grande Estado prehispánico: en el momento de su disolución tenía una extensión de más de un millón de km² y más de un millón de habitantes, y se extendía por siete de las actuales provincias argentinas.
Las primeras etapas de la expansión del imperio se llevaron adelante en regiones escindidas de reinos anteriores, en los que además se hablaban variedades del idioma quechua. Pero a corto plazo lograron incorporar otros territorios, tanto en las costas como en la "sierra" –tal como llaman los peruanos a la Cordillera de los Andes–, donde se hablaban otras lenguas. Combinando conquistas militares que incluían matanzas, alianzas y colonizaciones sistemáticas, en menos de veinte años habían llegado por el norte hasta Quito.

### La invasión incaica

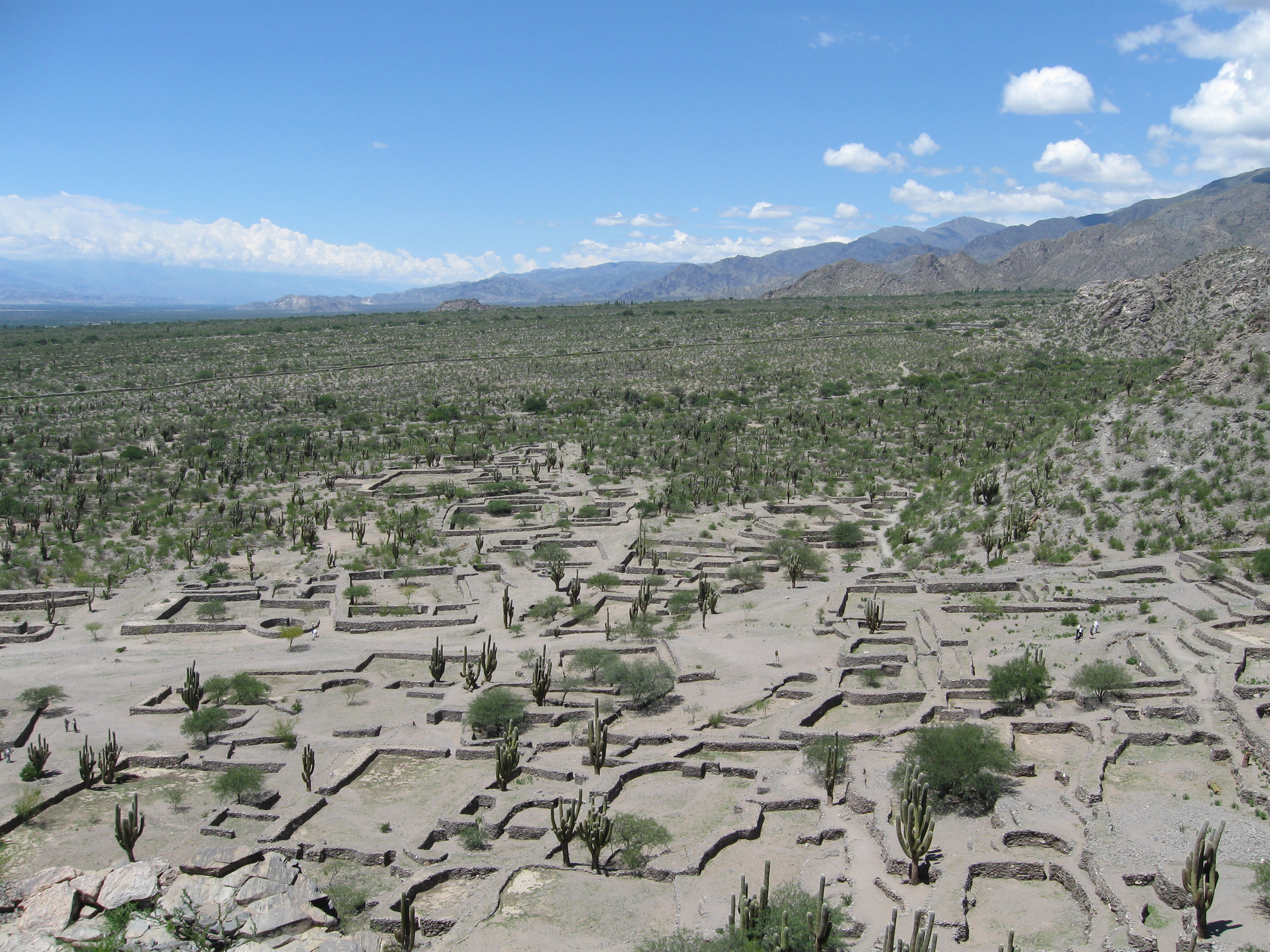
Ruinas de Quilmes, en los valles Calchaquíes.

A partir de 1471, el inca Túpac Yupanqui inició la conquista incaica, primero del altiplano actualmente boliviano, y luego de la región norte de Chile y el Noroeste argentino; los detalles de las campañas son poco claros, y los cronistas que transmitieron la información a los españoles presentaron datos contradictorios. En 1485, el imperio alcanzó su máxima expansión, siendo detenido por los mapuches en el río Maule, que desde entonces fue el límite meridional del imperio.
Al este de los Andes, el límite meridional es más discutido, ya que este depende de la interpretación de la situación de los huarpes, que de acuerdo a las fuentes podrían haber sido incorporados al imperio a la fuerza o por medio de alianzas o, por el contrario, haber quedado fuera de los límites del imperio. En este último caso, la frontera más austral habría quedado en el límite meridional de la cuenca alta del río Mendoza; caso contrario, en algún punto de la cuenca del río Tunuyán.
Más allá de las dudas sobre la incorporación de los huarpes al imperio, queda claro que la administración incaica se ejerció sobre todos los señoríos atacamas, omaguacas, diaguitas y capayanes.
Los objetivos centrales de la administración incaica en las provincias lejanas del sur eran: garantizar la comunicación a través del Capac Ñan –el "camino del Inca"– con cada una de las comarcas sometidas al imperio; proveer de mano de obra a las obras públicas y los talleres de la capital y de las sedes locales de la administración; y asegurar la provisión de los recursos para sustentar al soberano, su ejército y al culto religioso oficial.
Una intrincada red de caminos comunicaba todo el imperio con su capital; los caminos cruzaban las regiones llanas como simples franjas flanqueadas por piedras de color claro, pero en las regiones montañosas incluían terraplenes, paredones de defensa por encima y por debajo del camino, puentes y escalinatas. Donde la humedad ponía en peligro la estabilidad de la tierra, estaban pavimentados con lajas. El camino ingresaba a la actual Argentina por Yavi, bajaba por la quebrada de Humahuaca para después volver a subir hacia las nacientes de la quebrada del Toro, desde allí ingresaba en los valles Calchaquíes, que recorría completos de norte a sur, bajaba hasta el valle de Hualfín, de allí hacia Chilecito, hacia el oeste hasta Guandacol y luego a Jáchal, de allí hacia la actual Rodeo, bajando por Barreal y Uspallata, para pasar a Chile por el paso de la Cumbre. Algunos ramales importantes eran los que bajaban desde la quebrada del Toro hacia el valle de Lerma; el que subía hasta Tafí del Valle y desde allí bajaba hacia la selva tucumana por la quebrada del Portugués; el que se desviaba desde Santa María por Aconquija hacia la actual Catamarca; y el que se desviaba desde Hualfín hacia Tinogasta, de allí a Coquimbo, en Chile, por el paso Pircas Negras, actualmente en la provincia de La Rioja.
Dos sistemas paralelos aseguraban la provisión de mano de obra para el servicio estatal: por un lado, los yanaconas, que eran hombres aislados de su comunidad, obligados de por vida a servir al Estado incaico, como porteadores, peones de obras públicas y otros trabajos inferiores; su origen parece ser como sobrevivientes de la destrucción de las comunidades que se resistieron a la conquista o se rebelaron posteriormente. El otro sistema era la mita, un sistema de trabajo por turnos que debían realizar todos los miembros de las comunidades, especialmente en la construcción de obras públicas, en la minería y en la producción de ciertos bienes, tales como productos textiles y de cerámica. Existían en muchas ciudades, además, talleres especializados formados por artesanos –que en algunos casos eran trasladados desde otras comunidades– para la producción de productos textiles, cerámicos, líticos o metálicos de calidad, que se dedicaban al culto religioso, al comercio o a la provisión de los tributos que pagaban las comunidades. Estos artesanos especializados eran llamados camayoc –luego de la Conquista española tal denominación fue españolizada como "camachos"– estaban ubicados en "barrios" altos de las ciudades, por lo que se cree que formaban parte de una "clase media", socialmente superior a los simples agricultores.
Cada población estaba obligada a aportar una parte de su producción agrícola, ganadera, minera o recolectora para el Inca, otra parte para el culto oficial de los dioses y de los antepasados en la capital, Cuzco, quedando el resto para la subsistencia de los habitantes. El sistema no se sostenía por los tributos de los campesinos, sino que cada comunidad tenía asignadas porciones de tierra para los agricultores, otras porciones para el Inca, y una última para el culto religioso. Las tierras del Inca y del culto eran cultivadas por medio de la mita.
La mayor parte de los productos del Inca y del culto religioso eran almacenados en las capitales locales por mucho tiempo antes de ser enviados a la capital, y el Inca agasajaba a los curacas o caciques locales con abundantes regalos que serían repartidos entre las poblaciones. Presumiblemente, los alimentos almacenados servirían también para saciar las necesidades de las poblaciones durante los períodos de sequía o de escasa producción local; solo una pequeña parte de la producción tomaba efectivamente el camino hacia el Cuzco, mientras que el reparto de lo almacenado a nombre del soberano o de sus dioses colaboraba en el sometimiento pacífico de las poblaciones locales.
Oficialmente, en el momento de la conquista de una región, el Inca se declaraba dueño de todas las tierras, tanto las cultivadas como las baldías, así como de todas las llamas. A continuación, otorgaba a cada comunidad el usufructo de las mismas a cada comunidad; en la gran mayoría de los casos, a las mismas comunidades que las habían puesto en producción y ocupado desde hacía siglos.

### Cambios culturales y tecnológicos

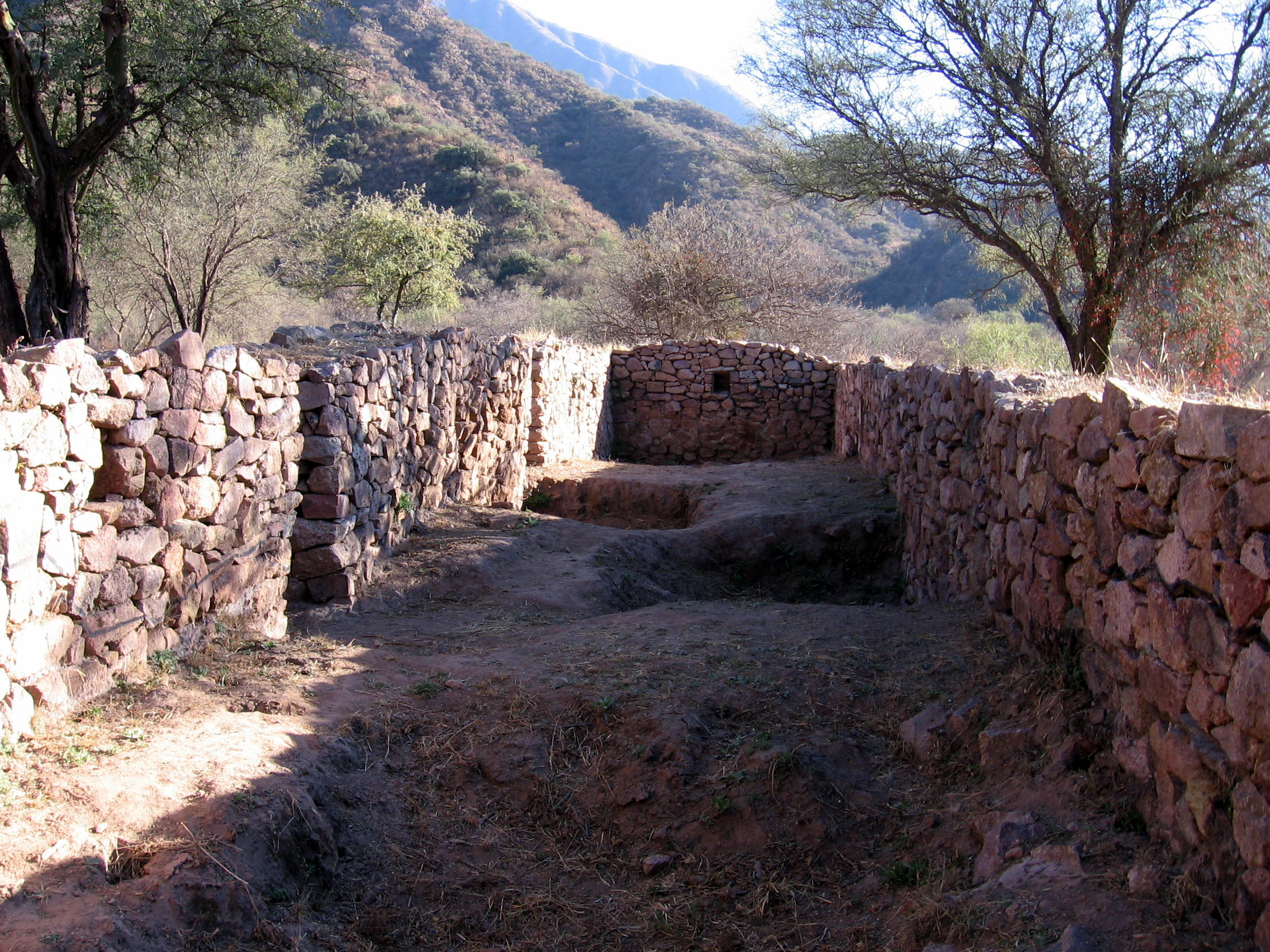
Interior de las viviendas en El Shincal.

Los conquistadores utilizaron las ciudades que ya existían, aunque cambiando la disposición interna de las mismas. Pero algunas otras ciudades –quizá donde habían sido resistido, o donde temían que pudieran surgir rebeliones en el futuro– fueron abandonadas completamente y su población trasladada a otros sitios, tal como ocurrió, por ejemplo, con la ciudad de Tastil.
En cambio se instalaron nuevas aldeas –"llactas", en quechua– de mitimaes, comunidades enteras de pobladores de otras regiones desterradas para dificultar las rebeliones en su zona de origen, e instaladas en medio de otras poblaciones, a las cuales la aculturación de los recién llegados aportaba también estabilidad política. Si bien en las regiones centrales del imperio solían ser poblaciones de lengua quechua, las que se han identificado en la actual Argentina parecen ser de otro origen: así, algunas que se han identificado –varias en los valles Calchaquíes– eran de origen capayán, mientras que otras –en la quebrada de Humahuaca– eran chichas o aimaras.
También se edificaron nuevas ciudades, como La Huerta, al sur de Humahuaca, La Paya, cerca de Cachi, la Tambería del Inca junto a Chilecito y, sobre todo, El Shincal, en el valle de Hualfín, la ciudad más grande del período dentro del actual territorio argentino. Esta fue enteramente construida por los conquistadores incas, y contiene varias edificaciones típicas de la cultura incaica: el "ushno" o cerro ceremonial con su escalinata y altar, dos "canchas" con sus cercos de piedra que deben haber servido de plazas de comercio, al menos dos "callancas" o grandes palacios, y varias decenas de "collcas" o silos para granos.
Estos últimos fueron una innovación absoluta del período incaico: por primera vez existían edificios colectivos para el almacenamiento de alimentos, que hasta entonces había sido un asunto exclusivamente familiar.
En menor medida, en todas las localidades mayores y en los tambos junto a las rutas existían estos mismos edificios. Las instalaciones dedicadas especialmente a servir a las carreteras estaban separadas entre sí por 15 a 25 km, esto es, un día de marcha. Además existían, en posiciones intermedias, edificios aislados, destinados a alojamiento y recambio de los chasquis, corredores que llevaban los correos entre las provincias y el Cuzco.
Además de las ciudades y los pueblos, los incas promovieron la construcción de nuevos pucarás, mucho mayores y con grandes murallas defensivas. Algunos de estos pucarás estaban en posiciones tan elevadas que quedaban completamente apartados de las ciudades que protegían, como es el caso del pucará de Santa María y el pucará de Aconquija.
Los incas promovieron activamente las obras de infraestructura necesarias para el aumento de la producción agrícola, utilizando para este fin a los mitayos, construyendo canales de varios kilómetros de longitud y difundiendo el sistema de siembra y riego en terrazas. Esto fue especialmente notable en los dos extremos de los valles Calchaquíes y en la mitad norte de la quebrada de Humahuaca. Por lo demás, no introdujeron mejoras técnicas en la agricultura ni en la ganadería; sí existió una fuerte transformación en el uso de las llamas, que se concentraron en la producción de lana y como animales de carga, lo que debe haber redundado en una fuerte disminución del consumo de carne por parte del pueblo llano.
La actividad minera aumentó significativamente, especialmente en la zona de La Alumbrera y Capillitas, sobre el camino que une Andalgalá con Aconquija. Se extraía gran cantidad de cobre y algo de oro; la manufactura de cobre mejoró mucho, y el Inca controlaba la producción de bronce por medio del monopolio del estaño.
En las artes plásticas, se incorporaron algunas particularidades de la cultura incaica, tales como los queros y tumis –vasos cilíndricos de fondo plano con bordes evertidos y hachas, ambos de uso ceremonial– y los aríbalos, jarrones de cuello largo, cuerpo globoso y base cónica.
Una innovación que ha llamado mucho la atención está relacionada con prácticas funerarias de tipo religioso: los sacrificios de niños y niñas –como en la llamada "fiesta" de la Capac Cocha– momificados por congelamiento, en las cumbres de los cerros. El caso más conocido es el de las tres momias de Llullaillaco, pero también han sido rescatados la momia de cerro Chuscha y la momia de Quehuar. En relación con estas prácticas de alta montaña existieron también ofrendas que no incluyeron cadáveres en el Nevado de Galán, el Nevado de Chañi y el Aconcagua.
En las cumbres del Nevado del Aconquija se encuentra no solo un sitio de ofrendas, sino todo un complejo religioso, con varias edificaciones cubiertas y un ushno que se asomaba al abismo sobre la selva tucumana.

## La conquista española
Al momento del inicio de la conquista española, incluso las sociedades indígenas más avanzadas estaban en un nivel tecnológico muy inferior al de los españoles, en un estadio de desarrollo puramente neolítico: desconocían la escritura, el hierro, el uso militar del bronce, la rueda, el torno, el telar con lanzadera, la sierra y la madera en tablas, los clavos, los ladrillos y las tejas. Sus embarcaciones, cuando las había, apenas permitían la navegación de unas pocas horas en aguas tranquilas; su única bestia de carga, la llama, no servía para llevar grandes cargas, tirar de carros o trineos, ni para montar.
En esas condiciones, la superioridad técnica de los invasores fue tan abrumadora que toda resistencia fue vencida a corto o largo plazo. Los tres principales factores en los que la superioridad estaba del lado de los invadidos fueron anulados sucesivamente: la superior organización del estado incaico quedó desbaratada cuando las dos cabezas del sistema –el inca y la ciudad de Cuzco– cayeron en manos de los españoles. La superioridad numérica no fue un obstáculo absoluto, merced a la capacidad de los invasores para buscar sucesivas alianzas con jefes locales que se rebelaran contra el estado incaico. Y el mejor conocimiento del terreno fue vencido por el reclutamiento de guías locales y por la enorme ductilidad de los invasores para adaptarse a nuevos ambientes.
En la práctica, la conquista del actual territorio argentino comenzó fuera del mismo, con la derrota del imperio incaico, que se consumó durante los años 1533 y 1534; apenas dos años más tarde, se iniciaba también la ocupación de la cuenca del Plata.
La conquista del territorio fue paulatina, y hasta las grandes fundaciones ocurridas entre 1562 (San Juan) y 1593 (San Salvador de Jujuy), no lograron controlar por completo los territorios que habían ocupado las culturas agrícolas. Aun así, todavía hasta mediados del siglo siguiente seguía habiendo territorios que no estaban efectivamente ocupados: las guerras calchaquíes, que duraron hasta 1667, mantuvieron a los valles Calchaquíes y a muchas otras regiones fuera del dominio español.
Las estimaciones de la población indígena que encontraron los invasores han sido muy variadas, aunque todas aportan grandes diferencias entre el noroeste y las demás regiones: una estimación reciente ha aportado los siguientes números: 215 000 habitantes en el noroeste, casi todos pertenecientes a culturas agroalfareras; 18 000 en Cuyo, también en su gran mayoría pertenecientes a estas culturas; 20 000 para la mesopotamia, de la cual algo más de la mitad guaraníes y sus congéneres;
y 30 000 en las Sierras Centrales.
En comparación, la región chaqueña habría tenido unos 50 000 habitantes, la región pampeana 30 000, y la Patagonia 10 000 habitantes.
Los españoles aprovecharon las formas de producción locales a las que sumaron unos pocos aportes propios, tales como el uso del caballo, las carretas, las vacas y bueyes, las ovejas, el trigo, el olivo y la vid. También adaptaron a las necesidades locales las técnicas constructivas de su país de origen, e incorporaron la escritura y las armas y herramientas de hierro para su uso propio.
Por lo demás, las comunidades indígenas continuaron sometidas al sistema de señoríos que habían incorporado como organización política desde hacía ya siglos y se había perfeccionado durante la administración incaica, aunque desde entonces este sistema se hizo en beneficio de los conquistadores y sus descendientes, que no tenían particular interés en asegurar la subsistencia de los indígenas.
Las matanzas entre los vencidos, el hambre causado por la desorganización del sistema productivo y de almacenaje y –por gran diferencia, el factor más importante– la mortandad causada por la falta de defensas de las poblaciones locales ante varias nuevas enfermedades causaron una catástrofe demográfica, que llevó a la disminución de las poblaciones indígenas de entre el 70 y el 90 % de la población, según el lugar.
Por otro lado hubo un alto nivel de mestizaje entre las poblaciones indígena y conquistadora, y tanto los mestizos como gran cantidad de individuos y de comunidades puramente indígenas se insertaron en la sociedad de los colonos españoles, perdiendo su identidad étnica. Como resultado, la casi totalidad de las comunidades agroalfareras de la actual Argentina perdieron sus características culturales propias y pasaron a formar parte de las nuevas sociedades indianas que legaron los españoles al Estado argentino.
Aun así, amplios territorios quedaron fuera de la ocupación de los invasores: la totalidad de la Patagonia y del Chaco y la mayor parte de la Pampa no pudieron ser ocupados por los españoles, en parte por la hostilidad de los indígenas. Pero también porque los conquistadores no buscaban colonizar tierras donde producir, sino más bien conquistar brazos indígenas que produjeran por ellos. Los pueblos que no formaban parte de las culturas neolíticas reseñadas en este artículo no solo ignoraban cómo producir alimentos para una población estable, sino que se negaron a aprenderlo y se alejaron de los establecimientos de los españoles.
Por esa razón, la región efectivamente incorporada al imperio español coincidió, casi exactamente, con los límites de las culturas

### Agricultores indígenas en la periferia de la sociedad europea
Mientras tenía lugar la conquista española –que se puede considerar completada en el último tercio del siglo XVII– se produjeron fuera del territorio conquistado varias migraciones, entre las cuales las más notables implicaron desplazamientos de pueblos cazadores-recolectores por otros de similar nivel de desarrollo tecnológico, e incluso el desplazamiento de pueblos agricultores por otros de un desarrollo cultural inferior. Pero existieron, además, dos migraciones de pueblos agroalfareros que desplazaron a pueblos cazadores-recolectores: en el extremo norte, los avá guaraní, llamados por los españoles chiriguanos; y en el sudoeste, los mapuches, a quienes los españoles y argentinos llamaron «araucanos» hasta las últimas décadas del siglo XX.
Los avá guaraníes se trasladaron desde el Paraguay actual hasta las yungas del sur de Bolivia y de la región de Tartagal en varias oleadas, desde las últimas décadas del siglo XV y el segundo tercio del siglo XVI. Esa región estaba habitada por comunidades de cazadores-recolectores guaycurúes y wichis, con quienes debieron combatir para someterlos.
Pero también encontraron agricultores primitivos de origen arahuaco, los chanés, a quienes atacaron sistemáticamente durante mucho tiempo; los varones chanés eran sistemáticamente muertos –y canibalizados– mientras esclavizaban a los niños y se apoderaban de sus mujeres.
El grupo étnico resultante, por consiguiente, era racial y culturalmente mixto entre los chanés y los guaraníes, aunque estos aportaron el lenguaje.
En sus primeros tiempos, los guaraníes invadieron varias comarcas del Imperio incaico, derrotando a sus ejércitos, aunque finalmente fueron expulsados hacia la selva. A lo largo de cuatro siglos, los avá guaraníes han ido moviéndose lentamente hacia el sur, ingresando dentro del territorio argentino, siempre conservando su estrategia de cultivo por tala y roza, y por consiguiente su arquitectura de materiales perecederos. Incorporaron aportes culturales andinos, tales como su cerámica, mientras que le dieron su propia impronta a una religión centrada en el culto al jaguar.
En la región del bosque andino patagónico y en los valles cordilleranos del norte de la provincia de Neuquén y del extremo sur de la de Mendoza, los pueblos mapuches del sur chileno comenzaron a cruzar los Andes en busca de nuevos territorios para cultivar a mediados del siglo XVII.
La principal razón parece haber sido el exceso de población en la Araucanía, reforzado por los ataques de los españoles de Chile central, y por la llegada de refugiados que huían del sometimiento a estos.
Si bien se cree que efectivamente tuvieron sus cultivos de maíz, de papas, zapallos, porotos, y quizá un cereal de invierno llamado mango y madia,
rápidamente se vieron atraídos por otras actividades: recogieron piñones de araucaria, como los pehuenches, se asentaron junto a bosques de manzanas,
y mediaron en el tráfico de caballos y vacunos desde la llanura pampeana hacia la Araucanía. Durante ese período desplazaron a los pehuenches, tehuelches, poyas y puelches, todos pueblos cazadores-recolectores. Posteriormente se produjo –a lo largo del siglo XVIII– la araucanización de la Patagonia septentrional, de la región pampeana y del sur de Cuyo, período durante el cual parece bastante seguro que los araucanos abandonaron completamente la agricultura para dedicarse, primeramente a la caza de vacunos, y luego a malonear sobre las estancias de los españoles. En el último tercio del siglo XIX se produjo la llamada "conquista del Desierto", durante la cual estas poblaciones fueron vencidas y sometidas por el Gobierno argentino;
durante la misma, los militares y funcionarios se sorprendieron al encontrar –en algunos puntos aislados– pruebas de que estos pueblos cultivaban hortalizas y cereales, no solo en la pampa húmeda, sino también en algunos valles andinos.
Por otro lado, habían desarrollado la platería, la cerámica y la ganadería, todas pruebas de que estos "salvajes" pertenecían, si bien marginalmente, a una cultura agroalfarera.